# Gare ferroviaire
 (1er juillet 2017).

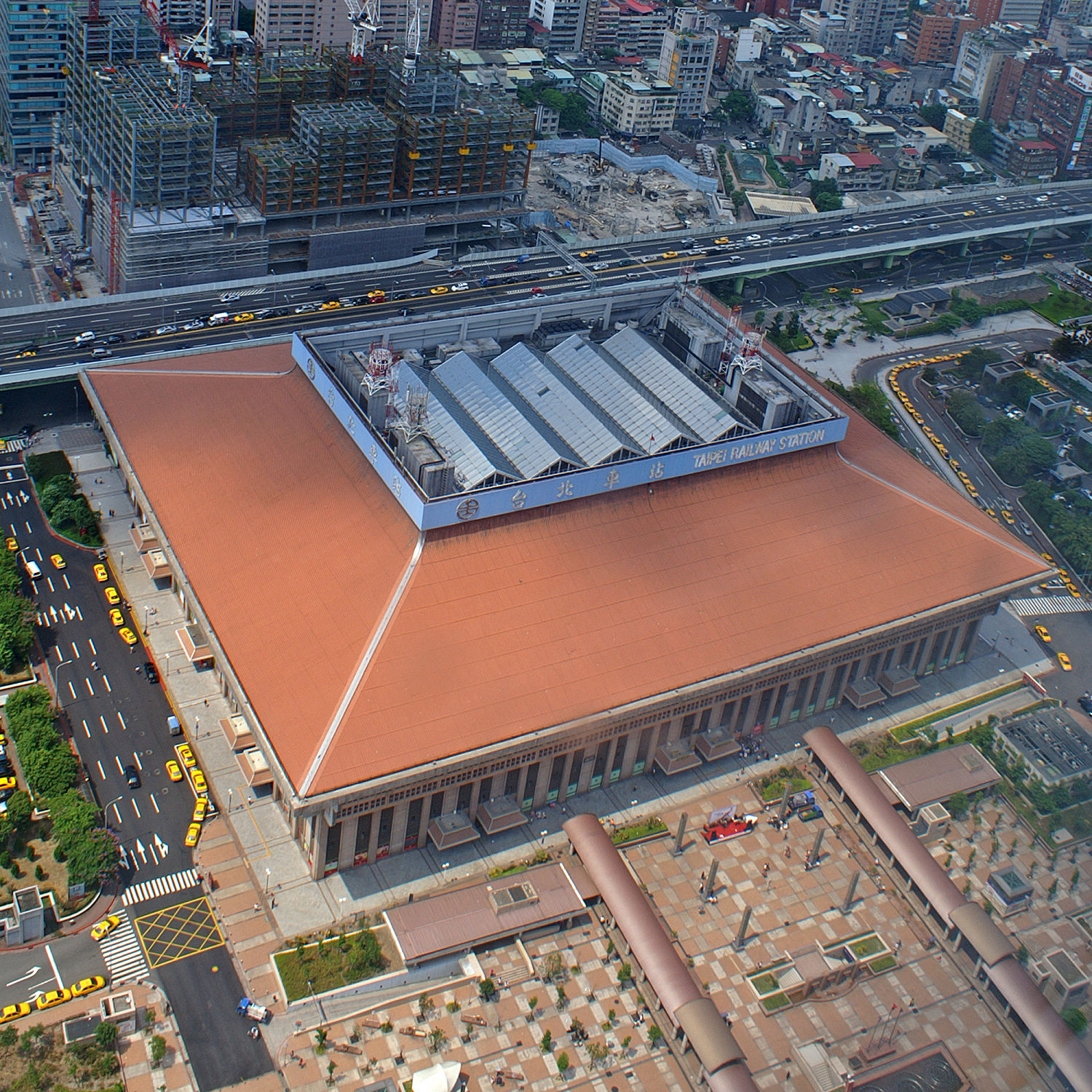
Gare centrale de Taipei, Taipei.

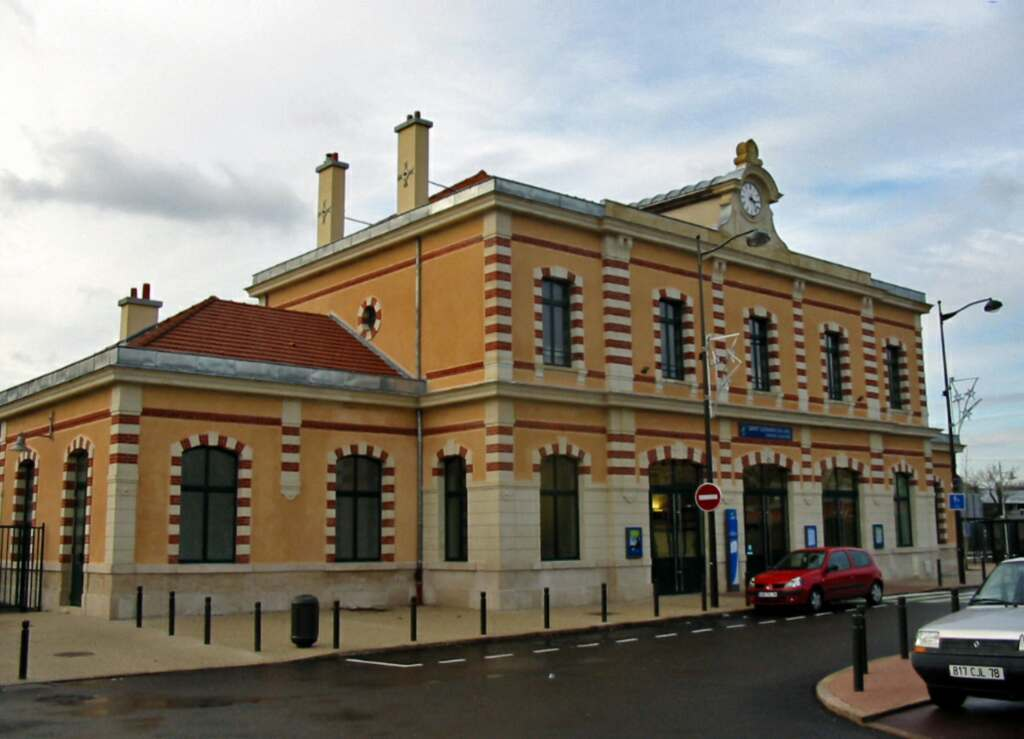
Bâtiment voyageurs de la gare de Saint-Germain-en-Laye-Grande-Ceinture en Île-de-France, rénové en 2004.

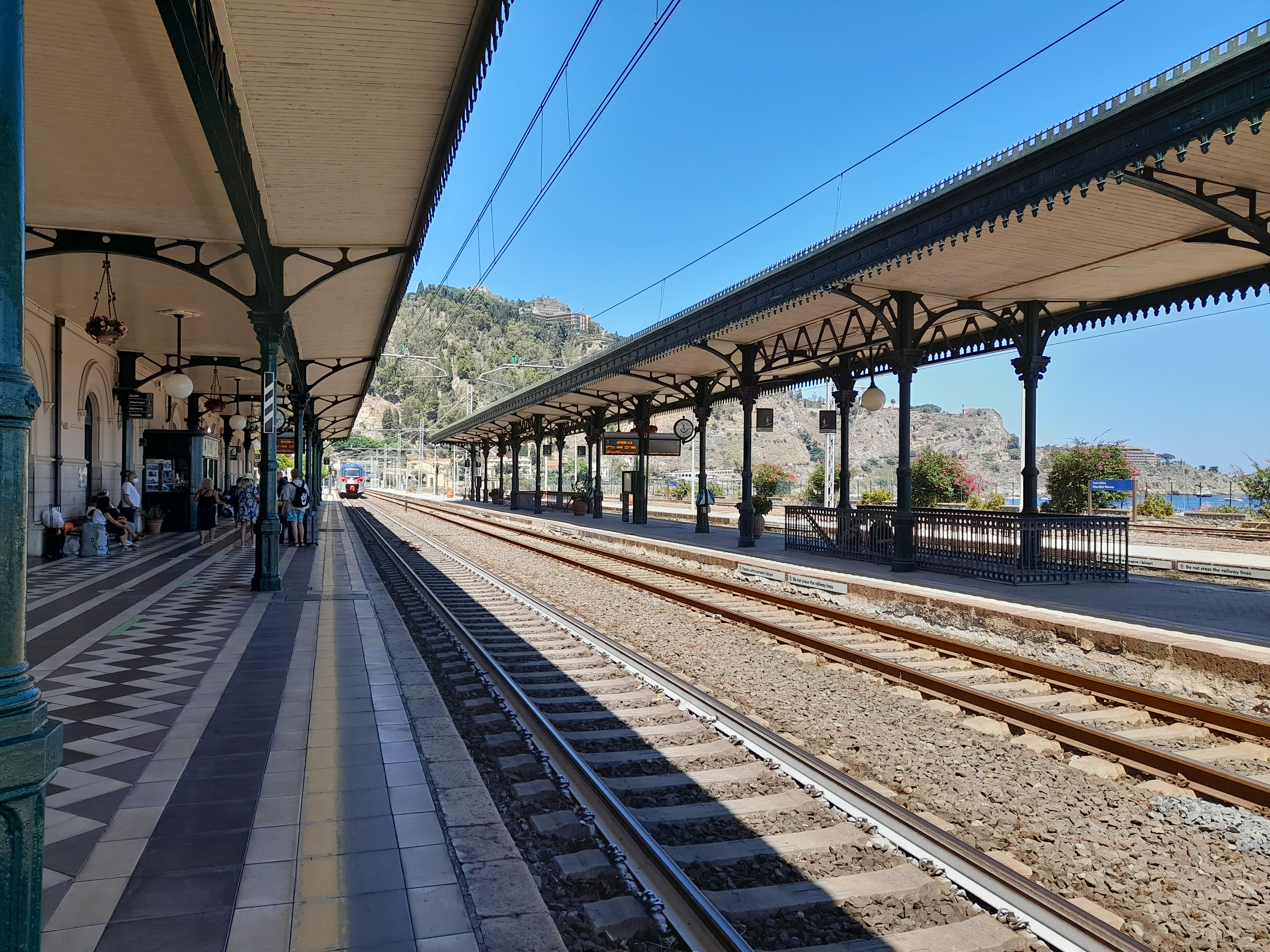
Gare de Taormina-Giardini, Sicile (Italie), inaugurée en 1866.

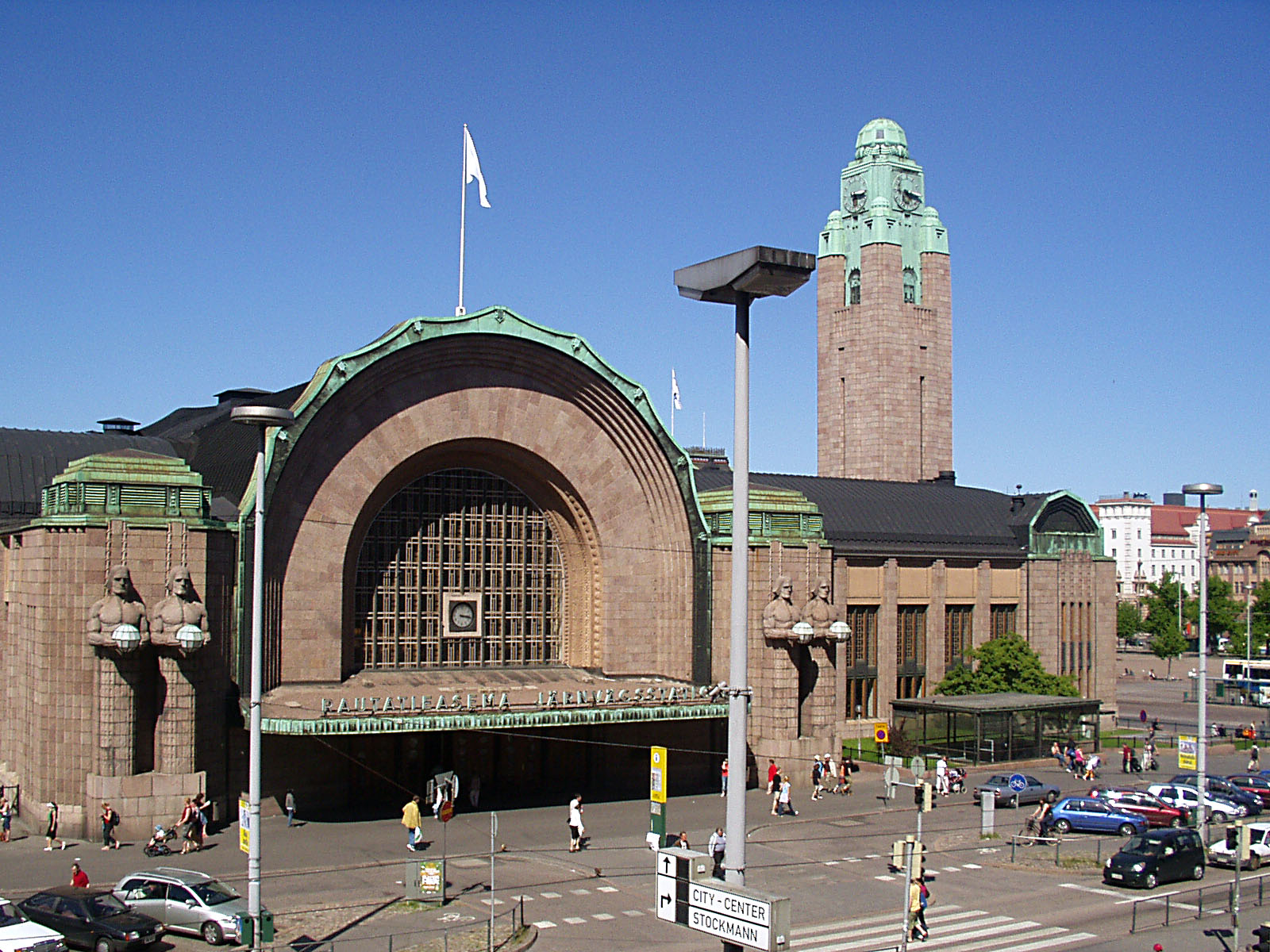
Gare centrale d'Helsinki, Helsinki (Finlande), inaugurée en 1919.

Une gare ferroviaire est le lieu d'arrêt des trains. Une gare comprend diverses installations qui ont une double fonction : permettre la montée et la descente des voyageurs, ou le chargement et le déchargement des marchandises ainsi que pour certaines d'entre elles, assurer des fonctions de sécurité dans la circulation des trains.

## Définition administrative d'une gare

### France
Par définition, en France, une gare est désignée comme suit par la SNCF :

« Installation, quelle que soit par ailleurs sa désignation administrative, « ouverte au service de la circulation », c'est-à-dire comportant au moins un agent circulation, ainsi que les aménagements nécessaires pour effectuer les opérations relatives à la circulation définies par les règlements . »

En d'autres termes, une gare ainsi définie doit comporter au moins un agent-circulation, qui commande des aiguillages et des signaux, donc qui gère la circulation des trains. Un « arrêt voyageurs », même muni d'un bâtiment voyageurs et de quais, où il n'y a pas un agent ferroviaire qui gère la circulation des trains, n'est pas considéré comme une gare, mais désigné comme un Établissement de Pleine Ligne ; toutefois, pour ne pas porter à confusion ces différents termes au regard du public, certains arrêts voyageurs sont improprement désignés comme « gare ».
Il existe certaines gares où il n'y a pas de desserte ni pour les voyageurs, ni pour les marchandises. En général, ces gares permettent de commander des bifurcations ou bien des évitements : ce sont des voies parallèles aux voies principales qui permettent de faire stationner les trains, pour laisser passer un train plus rapide par exemple.

### Suisse
En Suisse, une gare est définie comme suit :

« l’installation comprise entre les signaux d’entrée, si ceux-ci manquent entre les aiguilles d’entrée, servant à régler la circulation des trains et des mouvements de manœuvre, la plupart du temps ouverte au trafic public »

Il n'est ainsi pas nécessaire qu'une gare soit occupée par un agent pour qu'elle soit définie comme telle, ce qui amène à une différence avec la définition en vigueur en France. Cette différence est importante puisqu'elle implique que des règles de circulation différentes sont applicables dans une gare.
Néanmoins, selon Hans G. Wägli, il s'agit de « terminologie impropre de fonctionnaire » et l'usage courant hors du cadre administratif relève qu'il existe trois points de service différents :
1. les installations ferroviaires avec service public, qui sont des gares ;
2. les installations ferroviaires avec service public dépourvues d'aiguillage, qui sont des haltes ;
3. les installations ferroviaires sans service public, qui sont des stations.

Les gares qui n'effectuent que du service marchandises sont administrativement considérées comme des « voies industrielles ».

## Histoire

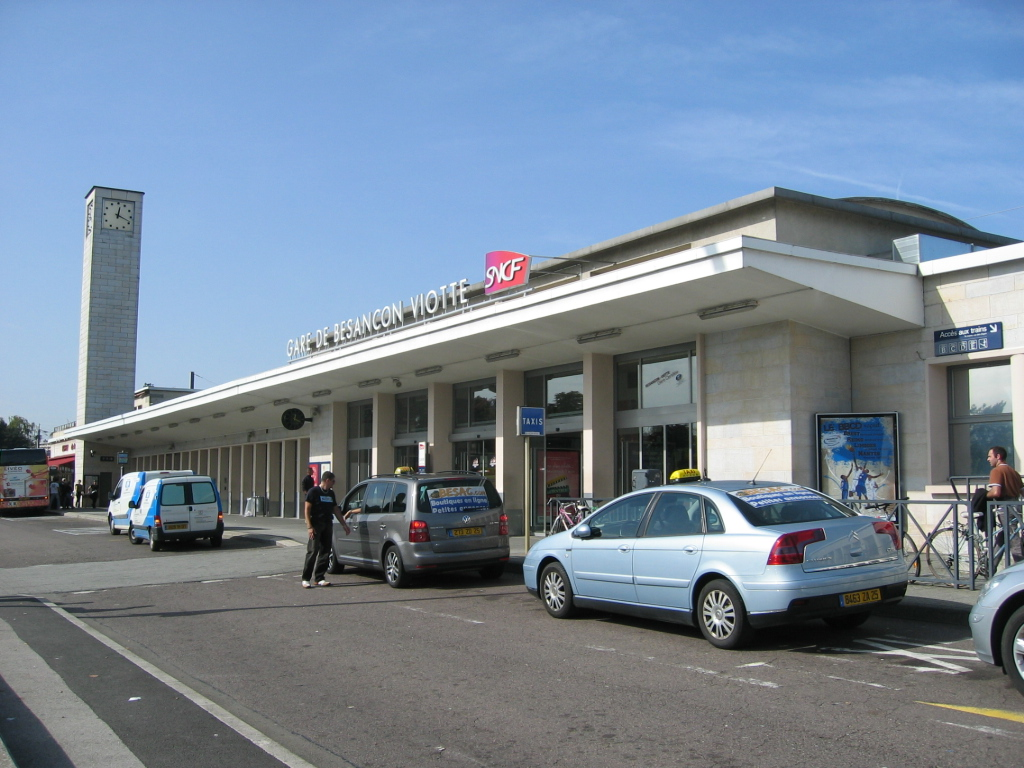
La gare de Besançon-Viotte (Doubs), ouverte en 1856.

Les gares ont progressivement acquis une importance historique, sociologique et esthétique qui dépasse largement leur simple fonction technique. Elles sont, à l'image des chemins de fer, un des éléments caractéristiques du développement industriel et de l’urbanisation du XIXe siècle. Les gares ferroviaires sont apparues en Angleterre durant les années 1820, puis en France, et finalement dans les autres pays touchés par l’industrialisation, dont les colonies. Elles sont à l'image des types d’organisation à l'origine de la création et du développement des chemins de fer dans le monde. Devenues purement fonctionnelles et victimes d'une relative perte d’identité au cours des années 1950, les gares connaissent un renouveau architectural depuis, en partie grâce à l’apparition des trains à grande vitesse au début des années 1980 et au développement de la desserte ferroviaire périurbaine.
À l'origine, lors de la création des chemins de fer, les premières gares furent appelées « embarcadères » (lieu d'embarquement) par analogie avec la voie d'eau, ou parfois « débarcadères ». Le terme « gare », venu de la voie fluviale, désignait sur les lignes à voie unique, les points dotés d'une voie d'évitement (de garage) destinée à permettre le croisement des trains.

## Gares de voyageurs

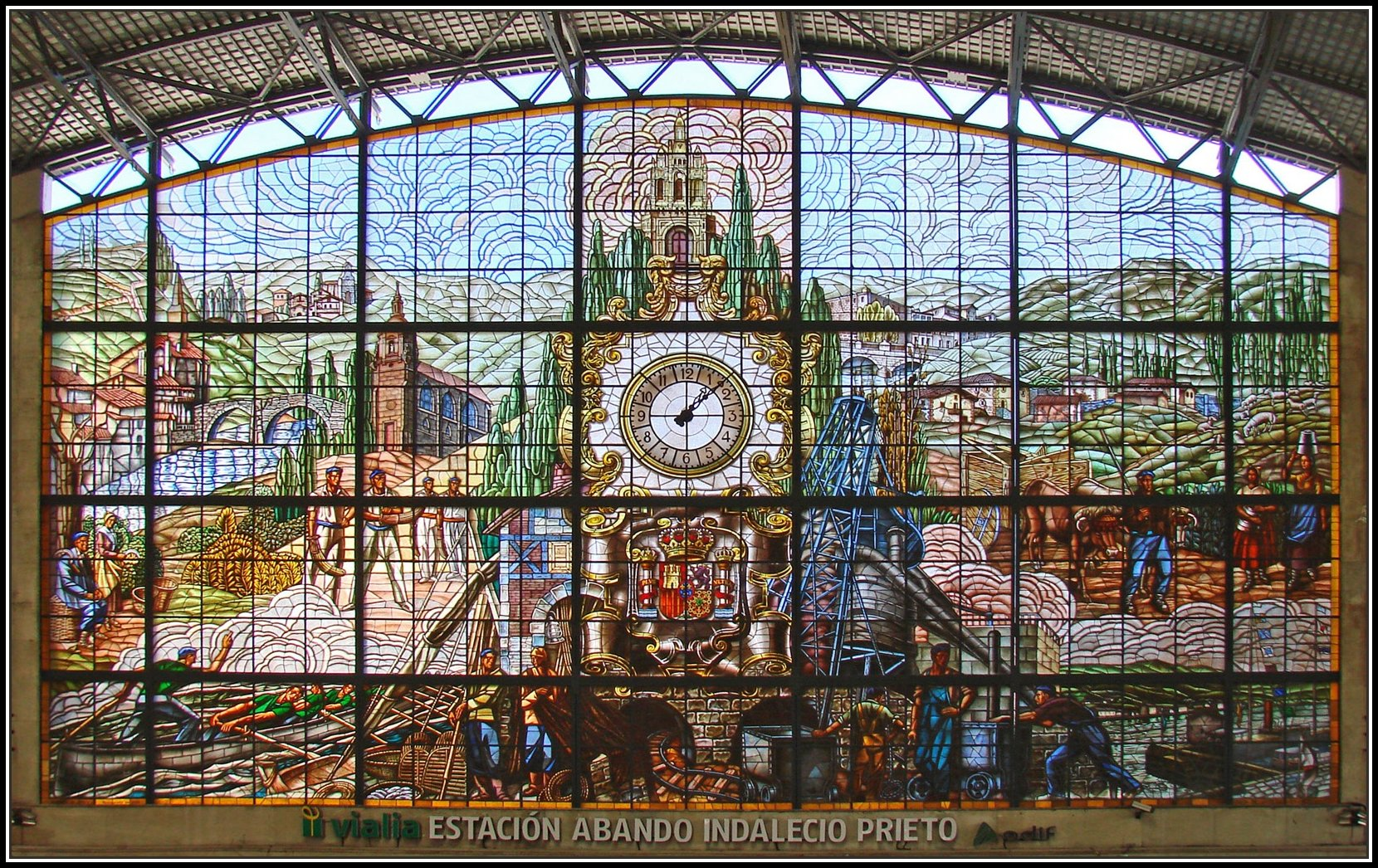
Exemple d'architecture ferroviaire du XIXe siècle : vitraux de la gare Abando de Bilbao (Pays basque, Espagne).

Les gares pour voyageurs, souvent perçues comme des bâtiments, sont en fait des ensembles fonctionnels plus larges, conçus pour regrouper toutes les fonctions centrées sur l'accès au train, dont l'information sur le voyage, l'achat des titres de transports, ainsi que divers services commerciaux liés au voyage. Pour certaines gares, le passage de nombreux voyageurs justifie l'installation de fonctions annexes au déplacement proprement dit, tels que des commerces et services variés, le plus répandu étant la vente de journaux et de livres. Les formes de restaurations rapides tendent à remplacer la restauration traditionnelle à la place, les buffets, qui ne subsistent que dans un petit nombre de gares. Des services aux voyageurs tels que l'enregistrement-expédition des bagages ont disparu, d'autres tels que les consignes ne sont plus présents que dans un petit nombre de gares, en l'occurrence les plus importantes d'entre elles.
L'activité commerciale de certaines gares de grandes villes est développée au point que celle-ci devient prépondérante par rapport aux services en rapport avec le voyage, ainsi la gare Saint-Lazare à Paris aménagée de 2009 à 2017 en centre commercial.

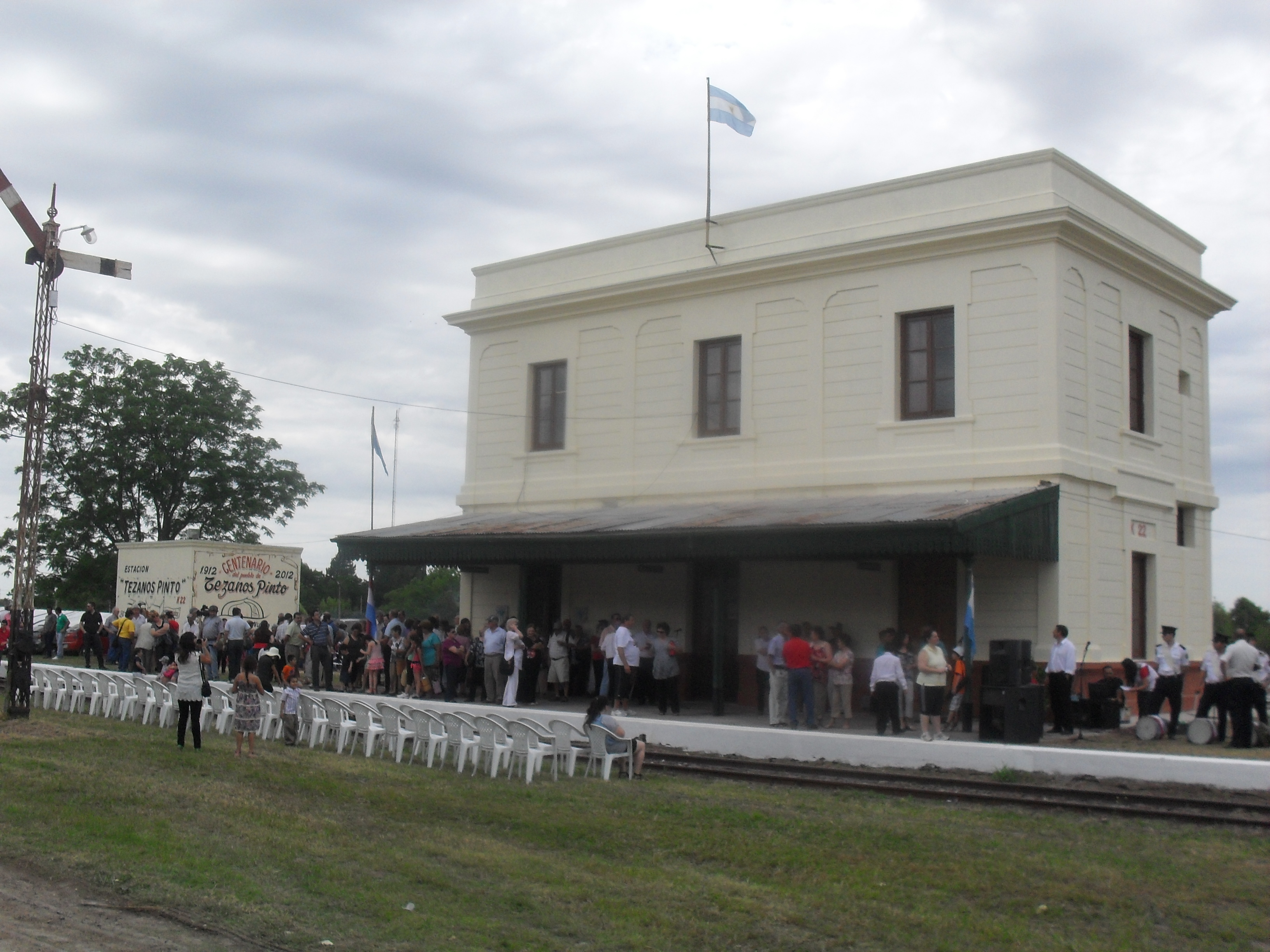
Petite gare de la localité rurale argentine de Tezanos Pinto.

Les gares peu importantes, qui constituent un simple point d'arrêt, souvent sans personnel permanent, sont appelées « haltes » ou « points d'arrêt ».
Les gares principales situées dans les grandes villes sont des lieux d'échange entre le mode ferroviaire et les divers modes de transport urbains (bus, tramway, métro) ; on parle alors de pôles d'échanges. Elles voient passer quotidiennement un nombre considérable de personnes, tant voyageurs que chalands venant fréquenter les nombreux commerces qui s'y sont souvent installés. Dans certains pays, elles sont gérées par des sociétés distinctes, souvent filiales, des entreprises ferroviaires. C'est le cas, par exemple en Italie de la société Grandi Stazioni, filiale des Ferrovie dello Stato, qui a récemment réaménagé et modernisé la gare de Rome-Termini, faisant de celle-ci un véritable centre commercial.
Les bâtiments pour les voyageurs des gares sont souvent des monuments, parfois classés, de l'architecture de la fin du XIXe siècle et du début du XXe siècle ; la construction des lignes nouvelles a entraîné un renouveau dans l'architecture des gares, comme notamment en France la gare de Lyon-Saint-Exupéry TGV dessinée par l'architecte catalan Santiago Calatrava.

### Abords

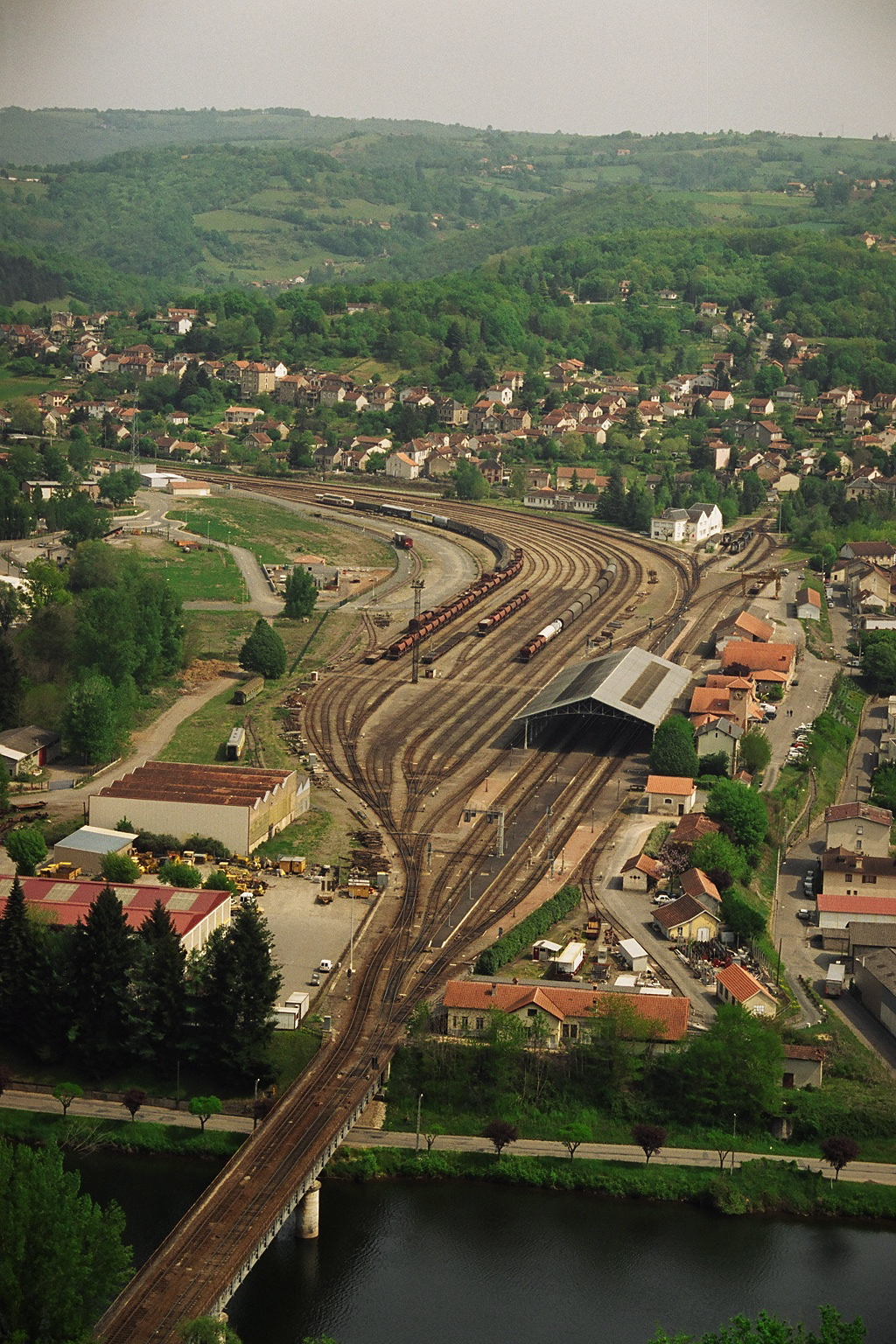
La ville de Capdenac-Gare dans l'Aveyron enserre la gare.

Souvent, lors de leur construction, les gares étaient excentrées par rapport au centre des communes desservies. De nouveaux quartiers, faubourgs ou même parfois de nouvelles communes sont alors apparus, faisant le lien entre les gares et les villes.
Les abords des gares, qu'ils en fassent partie (certains parvis) ou non comme de nombreuses places de gares par exemple, sont le premier élément fonctionnel de la gare. Ils facilitent le passage du voyageur au transport ferroviaire depuis un autre mode et vice-versa. On y trouve donc :
- des parcs de stationnements pour les utilisateurs de voitures particulières, appelés dans certains cas parc relais ;
- des gares routières ou arrêts de bus ;
- des stations de taxis ;
- des stations de tramway ou de métro dans les grandes villes ;
- des parkings à vélos.

L'intégration de ces diverses fonctions aboutit à la conception d'un pôle d'échanges ou pôle intermodal.

### Bâtiment voyageurs

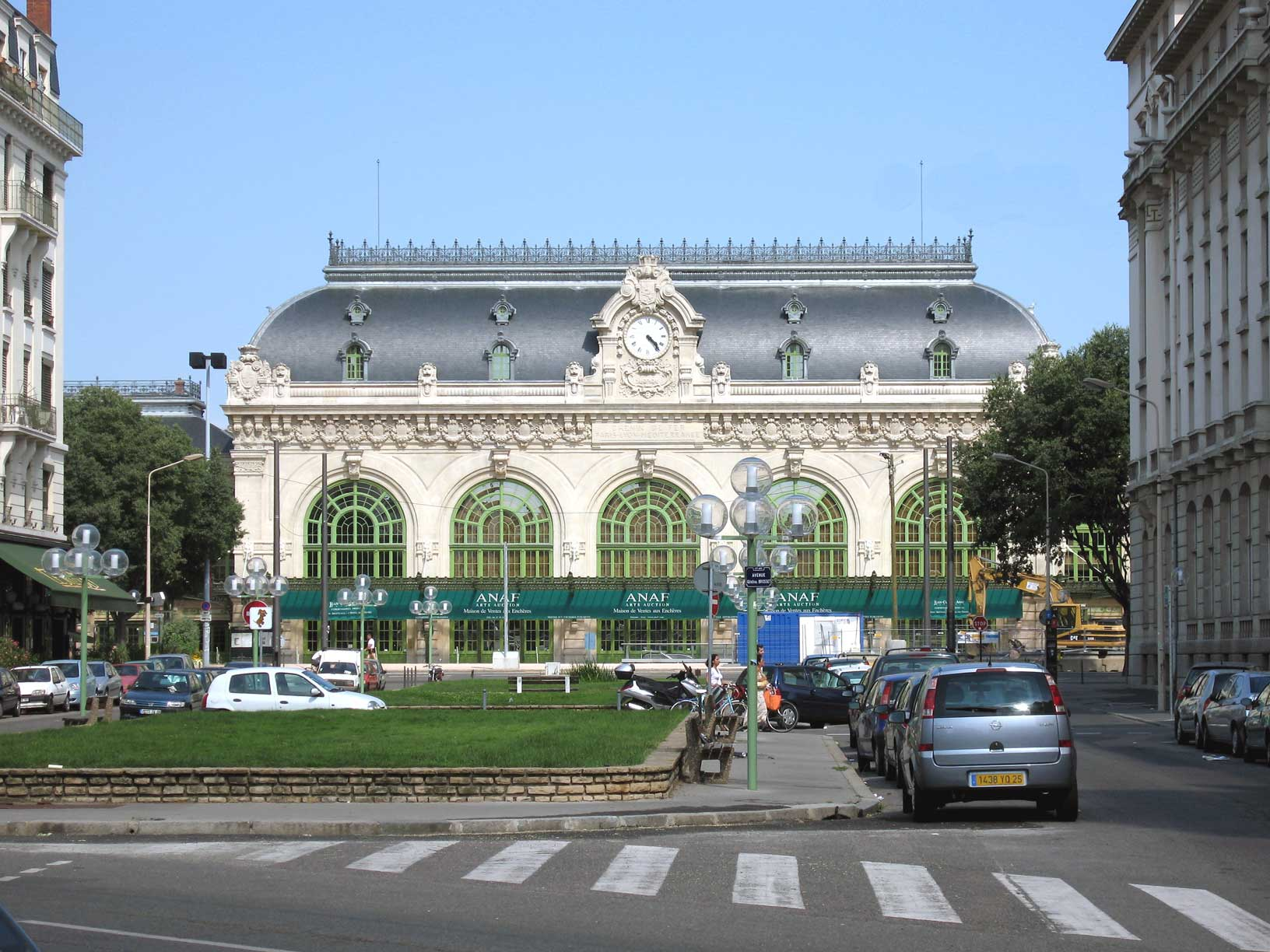
Gare des Brotteaux à Lyon.

Le bâtiment voyageurs (BV) est l'élément central des gares voyageurs. La confusion entre gare et bâtiment voyageurs est très fréquente.
En Belgique, ce bâtiment est dénommé "bâtiment des recettes" et le terme "bâtiment voyageurs" n'est pas utilisé, sauf par la Compagnie du Nord - Belge.
Le bâtiment voyageurs est le bâtiment destiné à l'accueil des voyageurs. Il peut être de taille très variable ; généralement, il comporte un hall, des guichets (ou espaces de vente) ainsi qu'une ou plusieurs salles d'attente (autrefois il pouvait y avoir une salle d'attente par classe). On y trouve aussi une partie administrative (bureaux) et des logements pour le chef de gare et les cheminots (même si cela devient de plus en plus rare). Parfois il comporte aussi un restaurant (buffet de la gare), le plus souvent remplacé par des formes de restauration rapide, et des commerces. Les gares frontières peuvent comporter des postes de douane. La gare est en fait l'ensemble des installations : bâtiment voyageurs, bâtiments annexes, halle à marchandises, poste d'aiguillage, passages souterrains ou passerelles, quais et voies.
On distinguera deux types de gares de voyageurs :

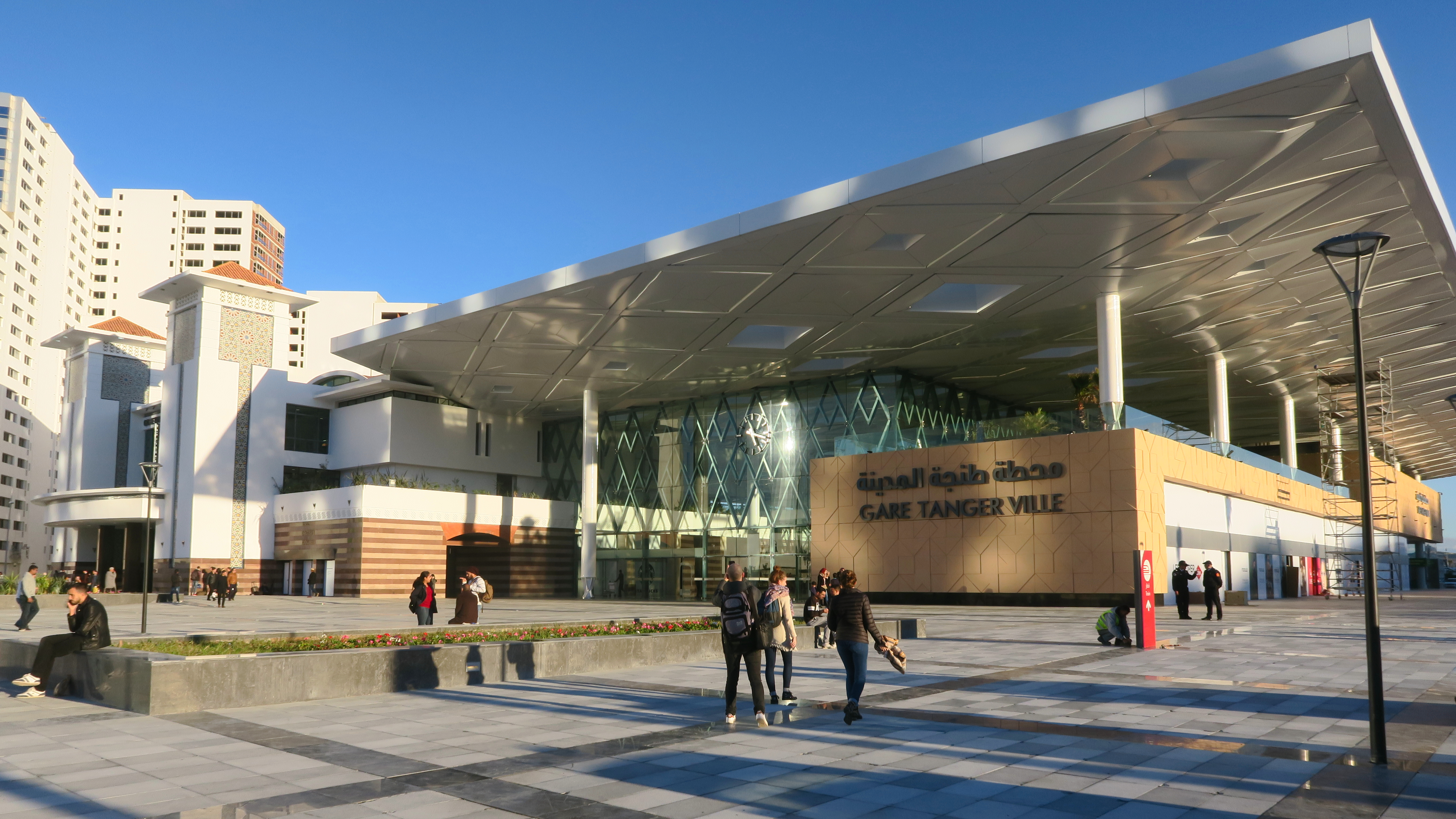
La gare terminus de Tanger (Maroc).

Gares terminusLe bâtiment est généralement au bout des quais et perpendiculaire à ceux-ci ; il est souvent composé symétriquement : un côté pour les départs, et l'autre pour les arrivées.
Exemples : les six grandes gares parisiennes, la gare de Rome-Termini, la gare centrale de La Haye, la gare de Tunis, etc. se caractérisent par l'absence de trains de passage.
Gares de passageC'est le cas le plus fréquent. Le bâtiment est généralement le long des voies, du côté orienté vers le centre de l'agglomération. On accède aux quais directement ou par une passerelle ou un souterrain. Il arrive qu'il soit placé au-dessus des quais (exemple : la gare des Bénédictins à Limoges). Les installations d'accueil des voyageurs peuvent aussi se trouver sous les quais, comme à Lyon-Part-Dieu.
Exemples : la gare de Lille-Europe, la gare de la Part-Dieu, les nouvelles gares sur lignes à grande vitesse, etc.

#### Architecture des gares

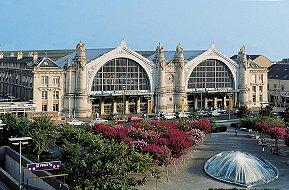
La gare de Tours, monument historique de France.

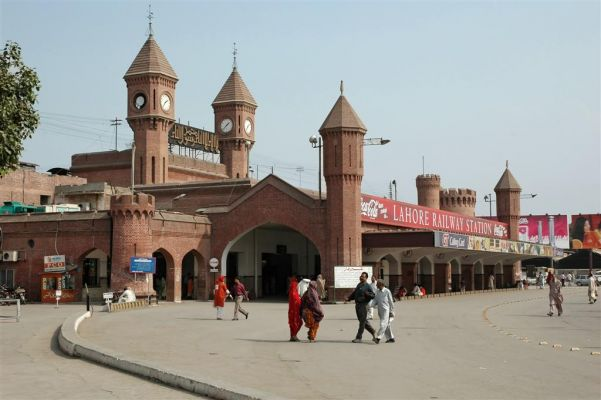
La gare de Lahore, au Pakistan.

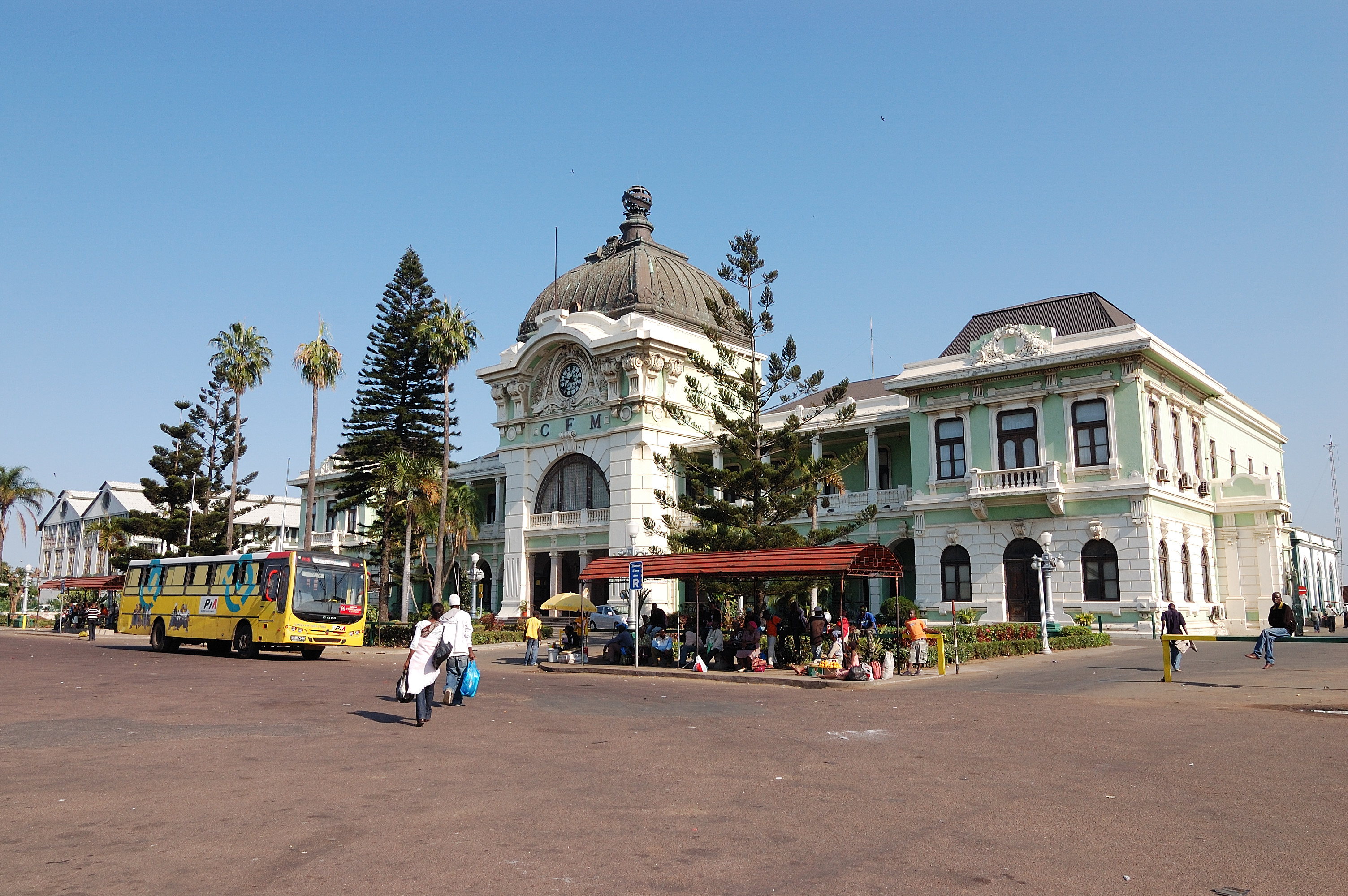
La gare centrale de Maputo, au Mozambique.

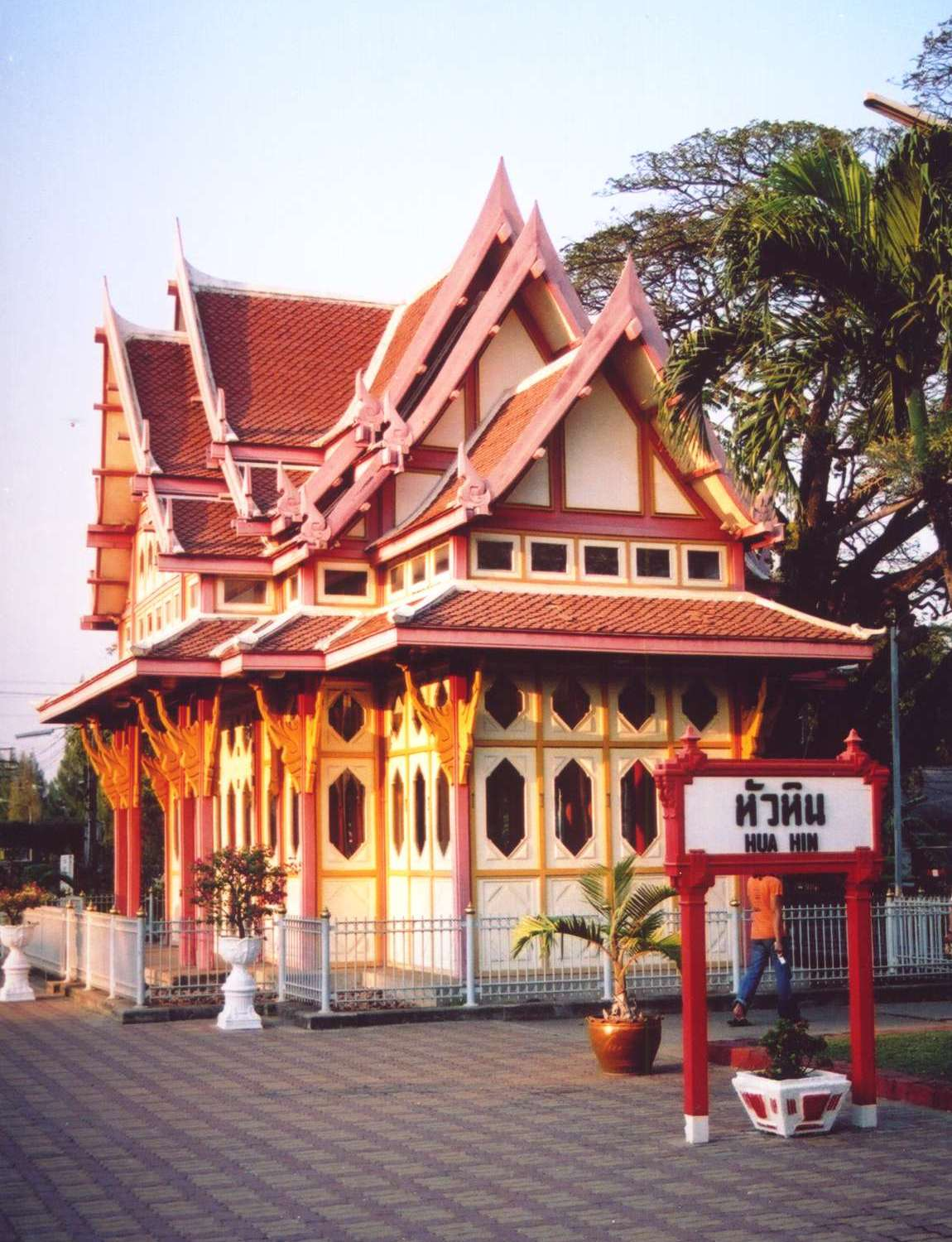
Gare de Hua Hin, en Thaïlande.

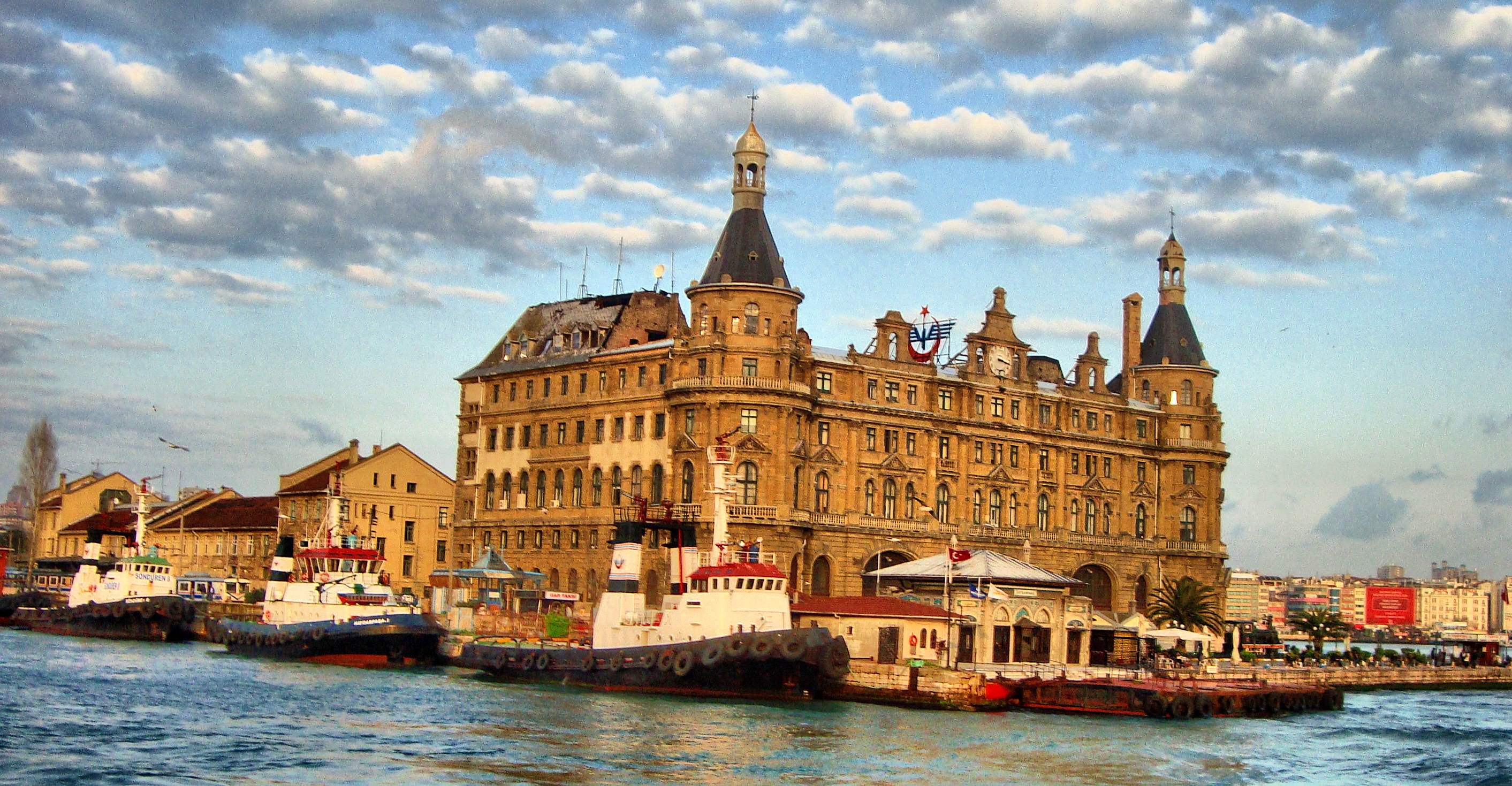
Gare de Haydarpasa, à Istanbul.

L'éclectisme architectural du XIXe siècle a donné naissance à une multitude de styles, en fonction des pays, des villes desservies, allant de l’extravagance des gares balnéaires aux bâtiments purement fonctionnels en passant par l’exotisme des gares coloniales. On peut citer le style néo-gothique de la gare de Saint-Pancras à Londres choisi par George Gilbert Scott (1868-1874), qui contraste violemment avec la gare voisine de King’s Cross, dessinée par l'architecte Lewis Cubitt en 1851-1852, au style purement fonctionnel, ou encore la gare d’Helsinki (1913-1914) au style monumental précurseur de l’art déco. Jacques Hittorff conçoit de 1861 à 1865 la seconde gare du Nord à Paris avec plus de liberté.
Bien souvent, les petites ou moyennes gares employaient un plan standard, reproduit à de nombreux exemplaires, mais qui variait cependant selon les époques et les compagnies ferroviaires qui exploitaient la ligne.
L'architecture des gares devait surtout mettre en valeur l’identité et la puissance de leur compagnie ferroviaire par leur aspect monumental et leur prestige. L’ornementation sculptée de la façade évoque souvent l’étendue du réseau de la compagnie par des statues allégoriques ou des écussons représentant les emblèmes des diverses villes desservies. Des éléments caractérisant la fonction ferroviaire des bâtiments ont été recherchés par les architectes : des façades comme celle de la gare de l'Est de Budapest imitent le style des arcs de triomphe antiques, tandis que la tour d'horloge qui apparaît ailleurs (Gare de Lyon à Paris, gare de Limoges-Bénédictins, Gare de Rouen-Rive-Droite) évoque la rapidité et la ponctualité des chemins de fer.
Après la Seconde Guerre mondiale, la variété architecturale s’estompe, et les gares subissent l'évolution de cette époque poussant à l'uniformisation purement fonctionnelle, et ce à l'échelle mondiale.

### Quelques gares remarquables
Le magazine américain Newsweek a établi, en 2009, une liste des neuf plus belles gares ferroviaires du monde, :
1. Gare de Saint-Pancras de Londres
2. Grand Central Terminal de New York
3. Chhatrapati Shivaji Terminus de Bombay
4. Gare centrale d'Anvers
5. Gare de Limoges-Bénédictins à Limoges
6. Gare de Lahore
7. Estação Central dos Caminhos de Ferro à Maputo
8. Gare de Hua Hin en Thaïlande
9. Gare d'Atocha à Madrid

Le site web Stredentripper dresse, en 2010, la liste suivante des plus belles gares d'Europe :
1. Gare centrale d'Anvers
2. Gare de Limoges-Bénédictins à Limoges
3. Gare de Groningue à Groningue
4. Gare centrale de Berlin
5. Gare centrale d'Helsinki
6. Gare de Lougovaya à Vladivostok, ce qui est une erreur car la photo du site montre la gare principale de Vladivostok, la gare de Lougovaya (о.п. Луговая) étant un simple arrêt sans intérêt particulier.
7. Gare des Guillemins à Liège
8. Gare d'Atocha à Madrid
9. Gare de Haydarpaşa à Istanbul
10. Gare de Saint-Pancras de Londres

Pour le blog américain Mental Floss en 2014, le classement est le suivant :
1. Chhatrapati Shivaji Terminus de Bombay
2. Grand Central Terminal de New York
3. Gare des Guillemins à Liège
4. Gare de Saint-Pancras de Londres
5. Gare de Dunedin à Dunedin
6. Gare centrale d'Anvers
7. Gare de Milan-Centrale à Milan
8. Gare de Sirkeci à Istanbul
9. Gare de Haydarpaşa à Istanbul
10. Gare de la Luz à São Paulo
11. Estação Central dos Caminhos de Ferro à Maputo
12. Gare d'Atocha à Madrid
13. Gare centrale d'Helsinki
14. Gare de Kuala Lumpur à Kuala Lumpur

#### Plus hautes gares
La gare de Tanggula, située à 5 068 mètres d'altitude dans la préfecture de Nagchu en Chine est la gare ferroviaire la plus élevée du monde. En Europe, la gare souterraine du Jungfraujoch du Jungfraubahn située à 3 454 mètres d'altitude dans les Alpes suisses est la plus haute gare du continent. La gare de surface la plus élevée d'Europe est la gare du Gornergrat du Gornergrat Bahn (Suisse), située à 3 089 mètres d'altitude.

### Accès aux quais
L'accès aux quais peut être un passage souterrain, une passerelle ou un passage aménagé traversant les voies (appelé « traversée de voie à niveau par le public » en France).

### Quais et voies
Un quai de gare est un aménagement parallèle à la voie ferrée et permettant l'accès aux voitures. Généralement, les gares possèdent au moins un quai, les plus grandes en ayant de nombreux. Un quai peut être central et donc bordé par deux voies ou bien latéral (souvent le long du BV) et ne comporter qu'une seule voie.

Quai latéral.
Quai central.
Solution espagnole.

Il est souvent surélevé par rapport au niveau de la voie pour faciliter l'accès au train. Il peut parfois y avoir des salles d'attente directement sur les quais.
Dans les gares importantes, les quais sont couverts par une ou plusieurs marquises (ou halles métalliques), celles-ci pouvant être de taille variable et couvrir uniquement un quai ou plusieurs quais et voies dans certains cas.
Les quais peuvent aussi servir au chargement/déchargement des marchandises, dans ce cas ils sont généralement plus hauts que les quais voyageurs et situés en bout de voies, on parle alors de quai de chargement en bout.
Concernant les voies, on distingue :
- les voies principales ;
- les voies d'évitement, qui permettent aux trains de se croiser ;
- les voies de service, utilisées pour les besoins de la gestion des trafics et des circulations et pouvant servir aux manœuvres et au stationnement du matériel roulant (gare de triage, voie de garage…)[16] ;
- les voies de débord, établies dans une cour de marchandises à l'écart pour le chargement et le déchargement des wagons[17].

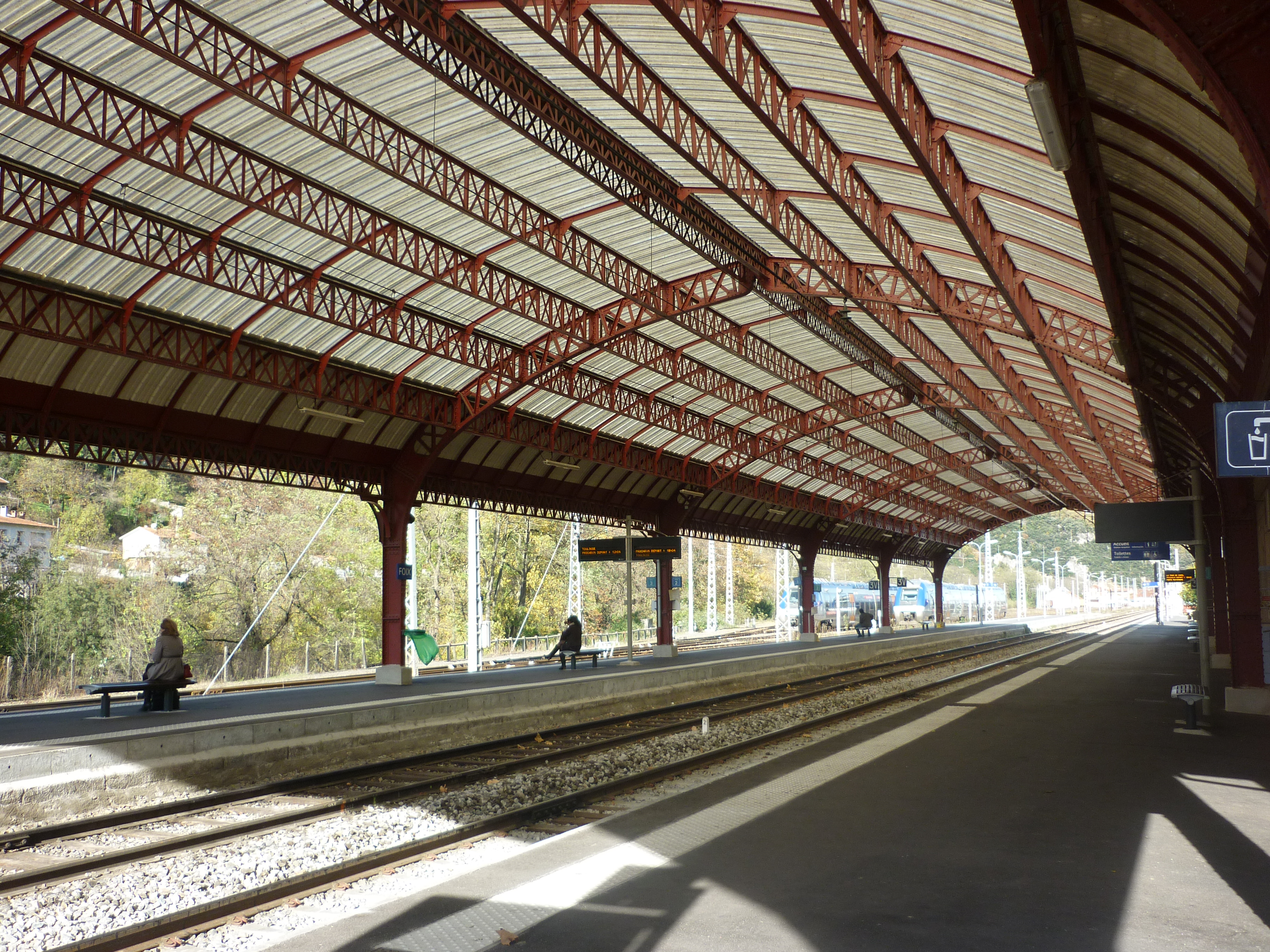
Marquise et quais de la gare de Foix.
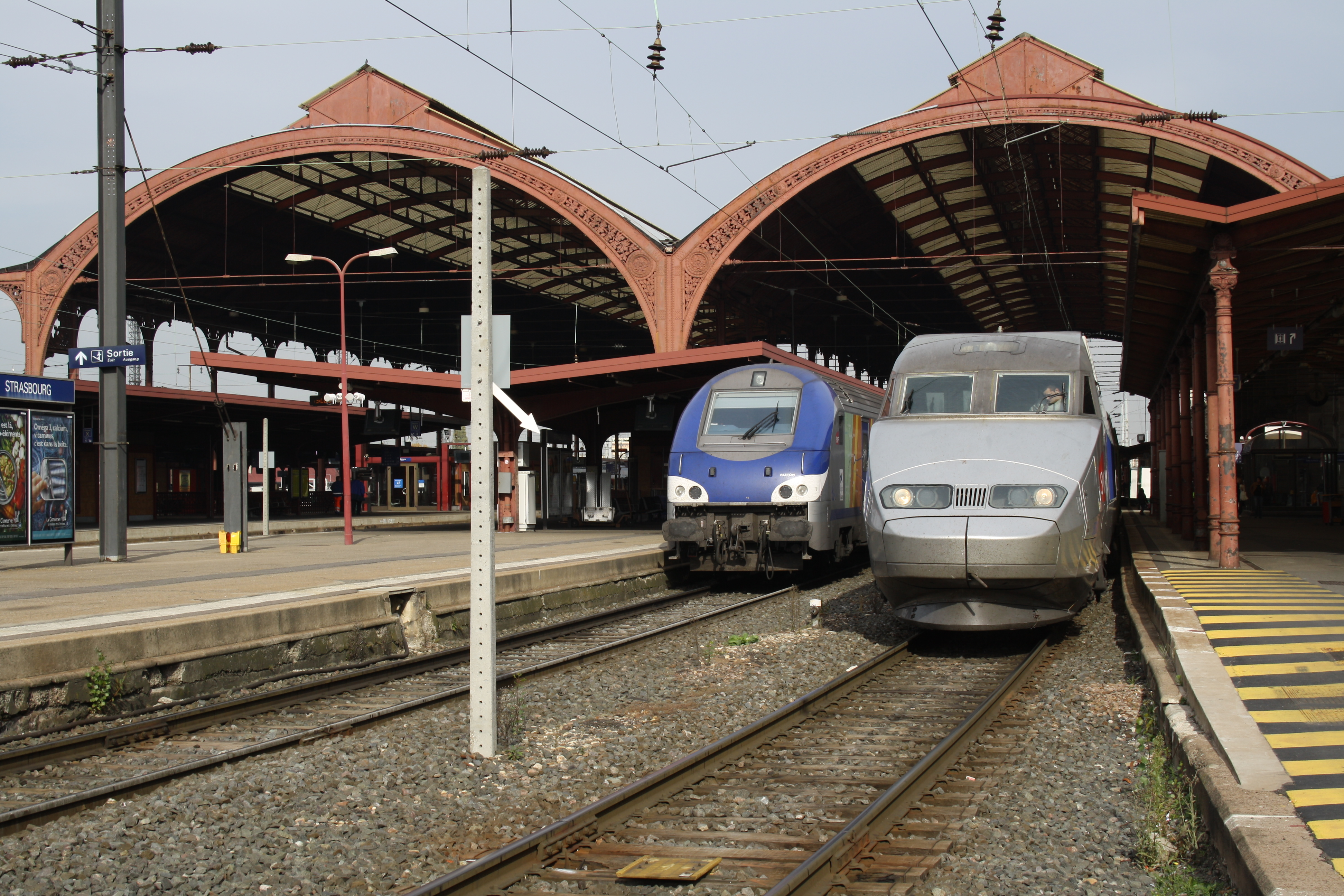
Marquise et quais de la gare de Strasbourg-Ville.
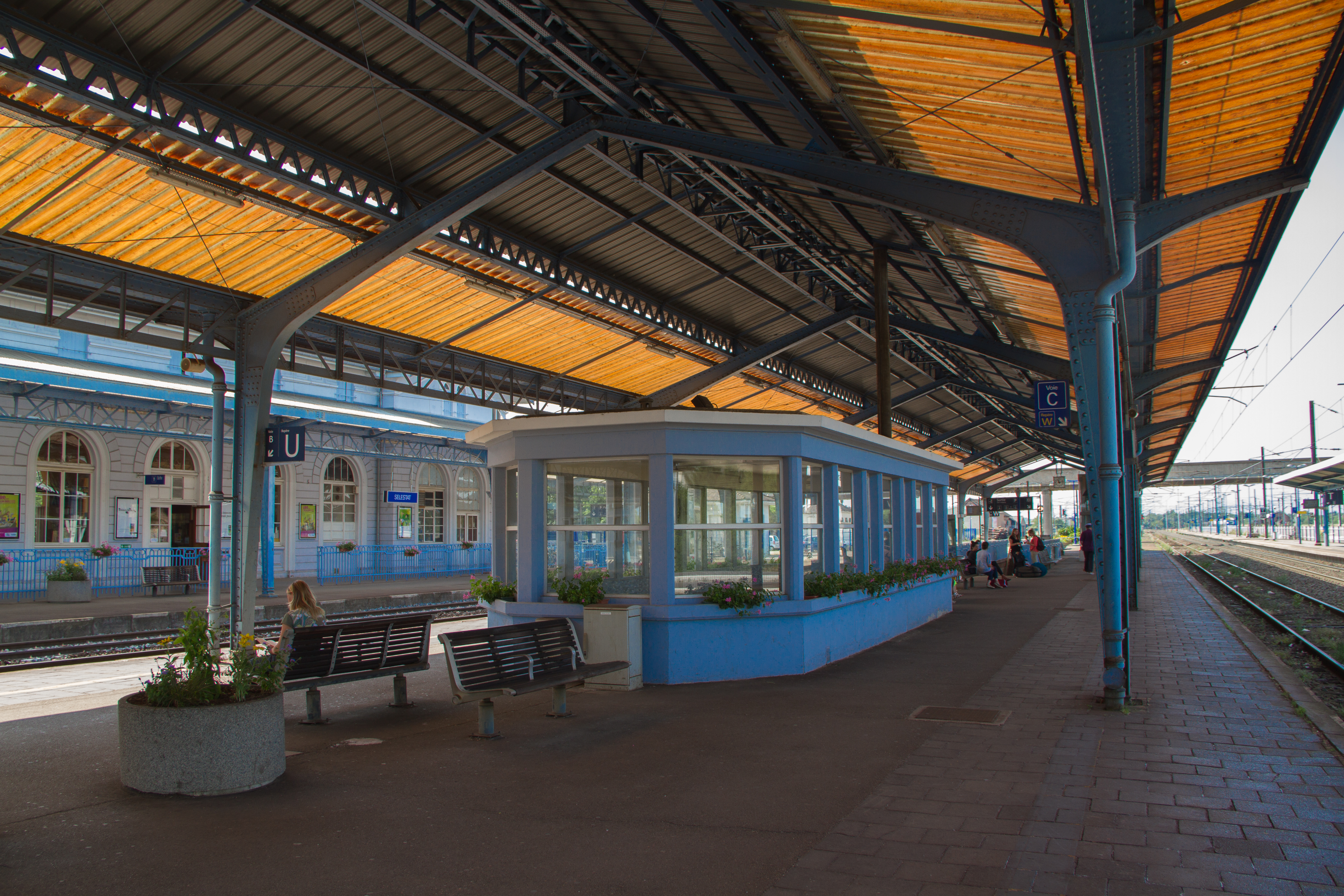
Marquise et quais de la gare de Sélestat.

### Halle à marchandises
Une halle à marchandise est un bâtiment utilisé pour le stockage des marchandises ainsi que le chargement et déchargement des wagons. Dans les petites gares les halles à marchandises étaient généralement accolées au bâtiment voyageurs et ne comprenaient qu'une seule voie. Dans les cas de gares de plus grande importance les halles à marchandises étaient des bâtiments distincts et parfois assez éloignés du BV, elles pouvaient alors comporter plusieurs voies.

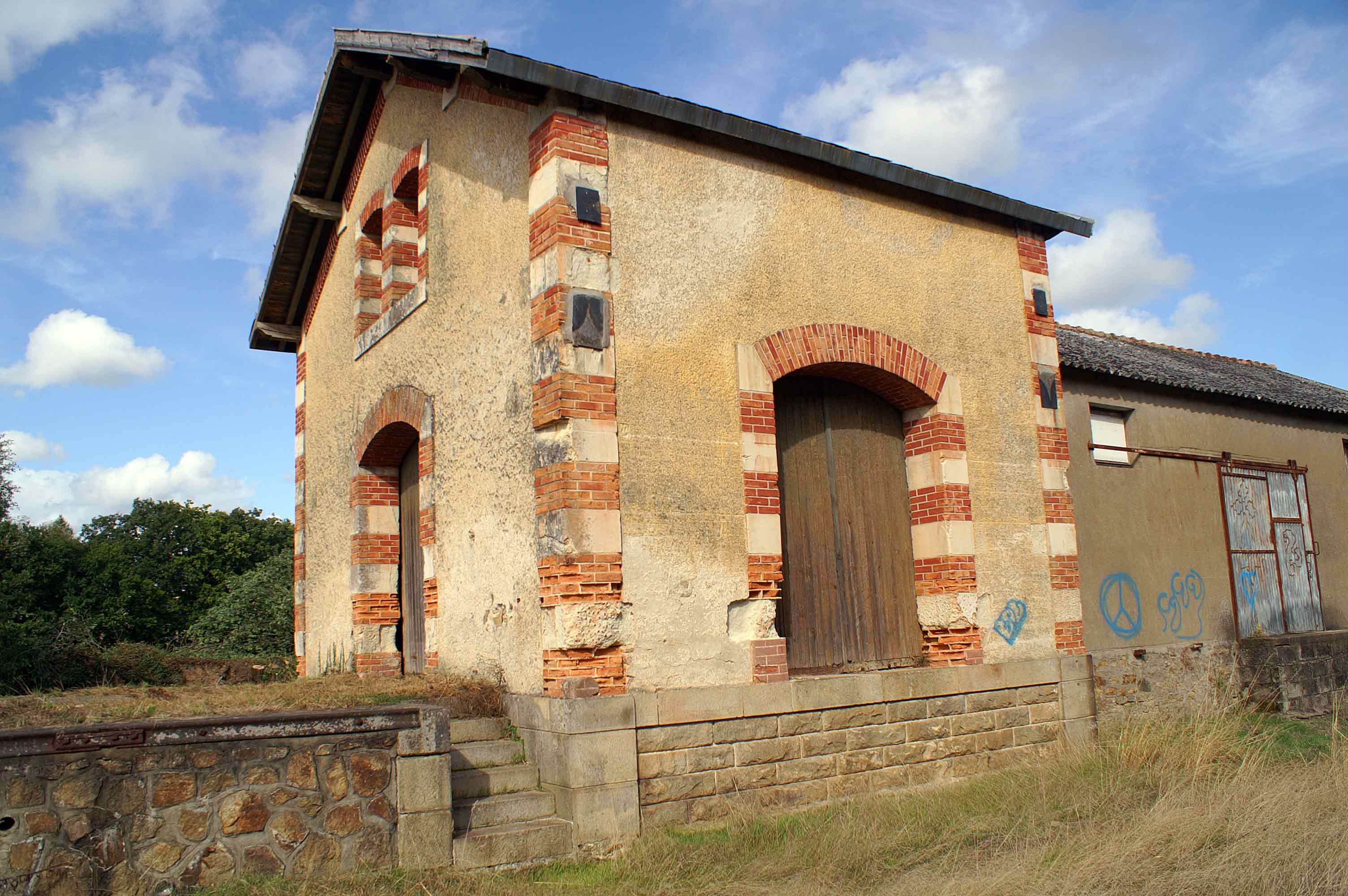
Petite halle à marchandises désaffectée.
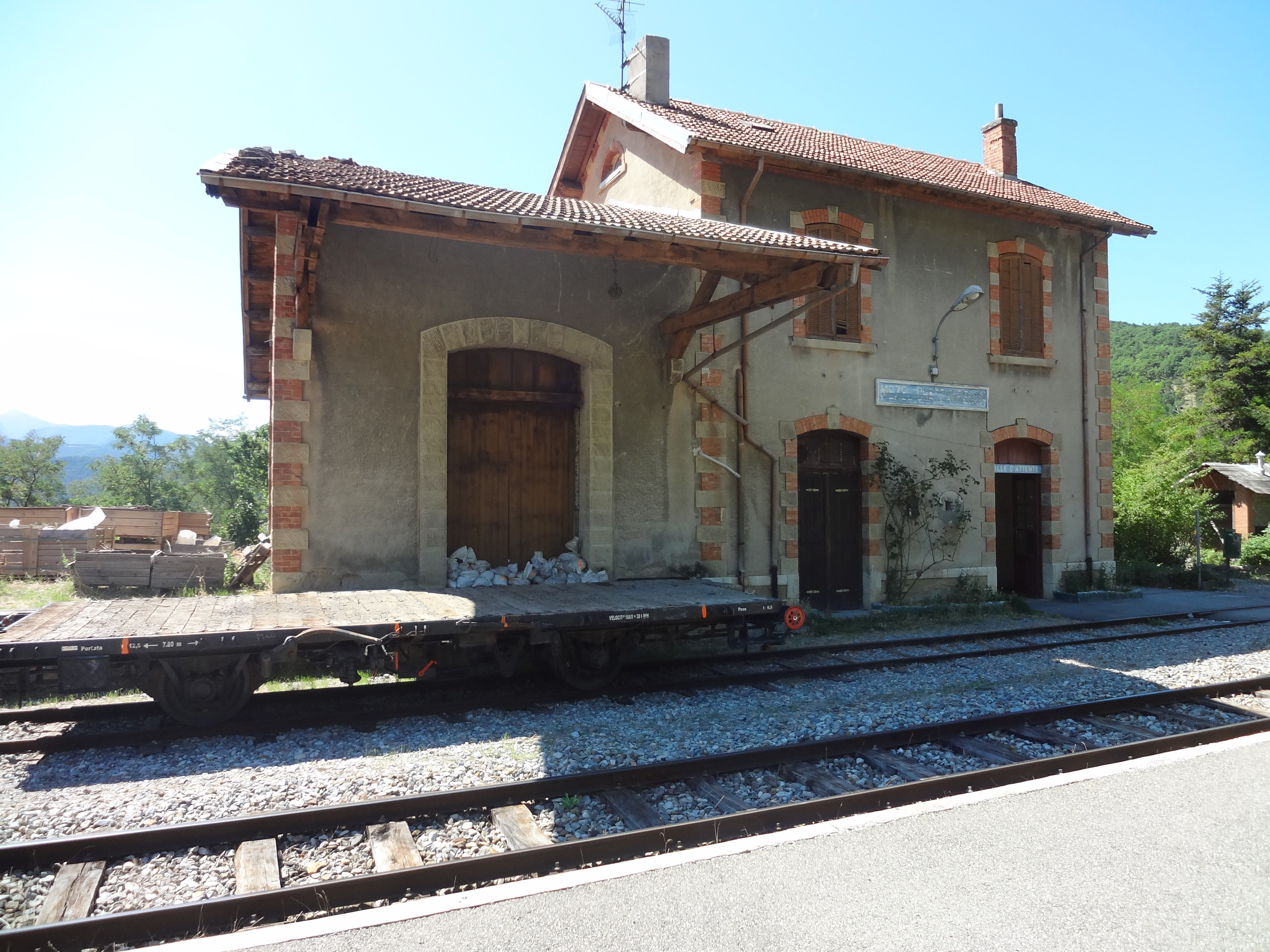
Halle à marchandise accolée au bâtiment voyageurs.
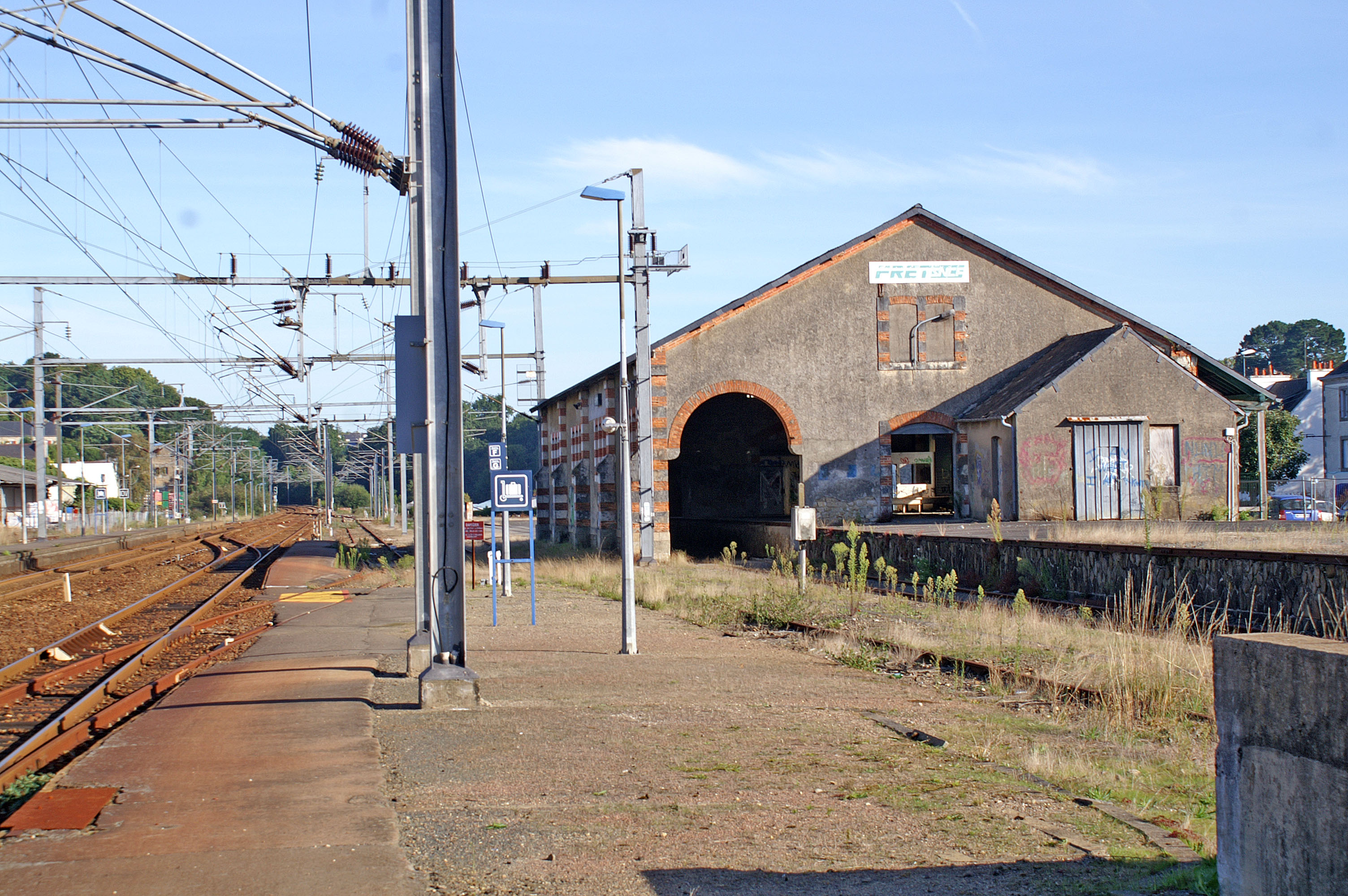
Halle à marchandises Fret SNCF de la gare de Quimperlé.
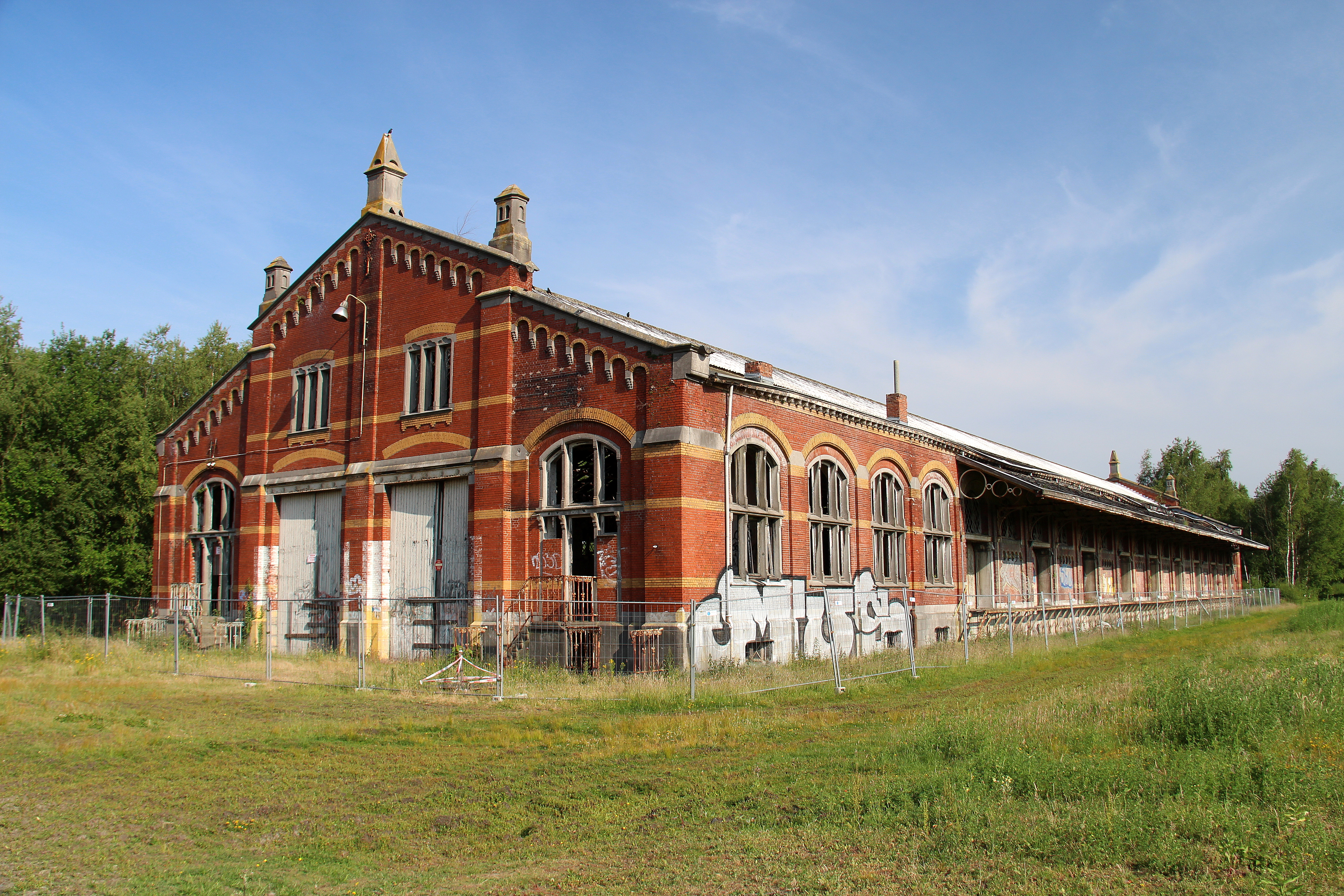
Halle à marchandises de la gare d'Essen, à la frontière belgo-hollandaise.

## Halte ferroviaire

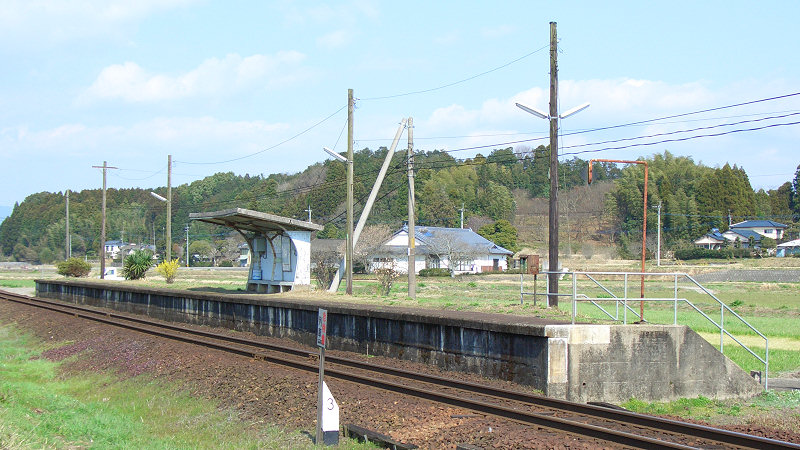
La halte de Kinoe, au Japon.

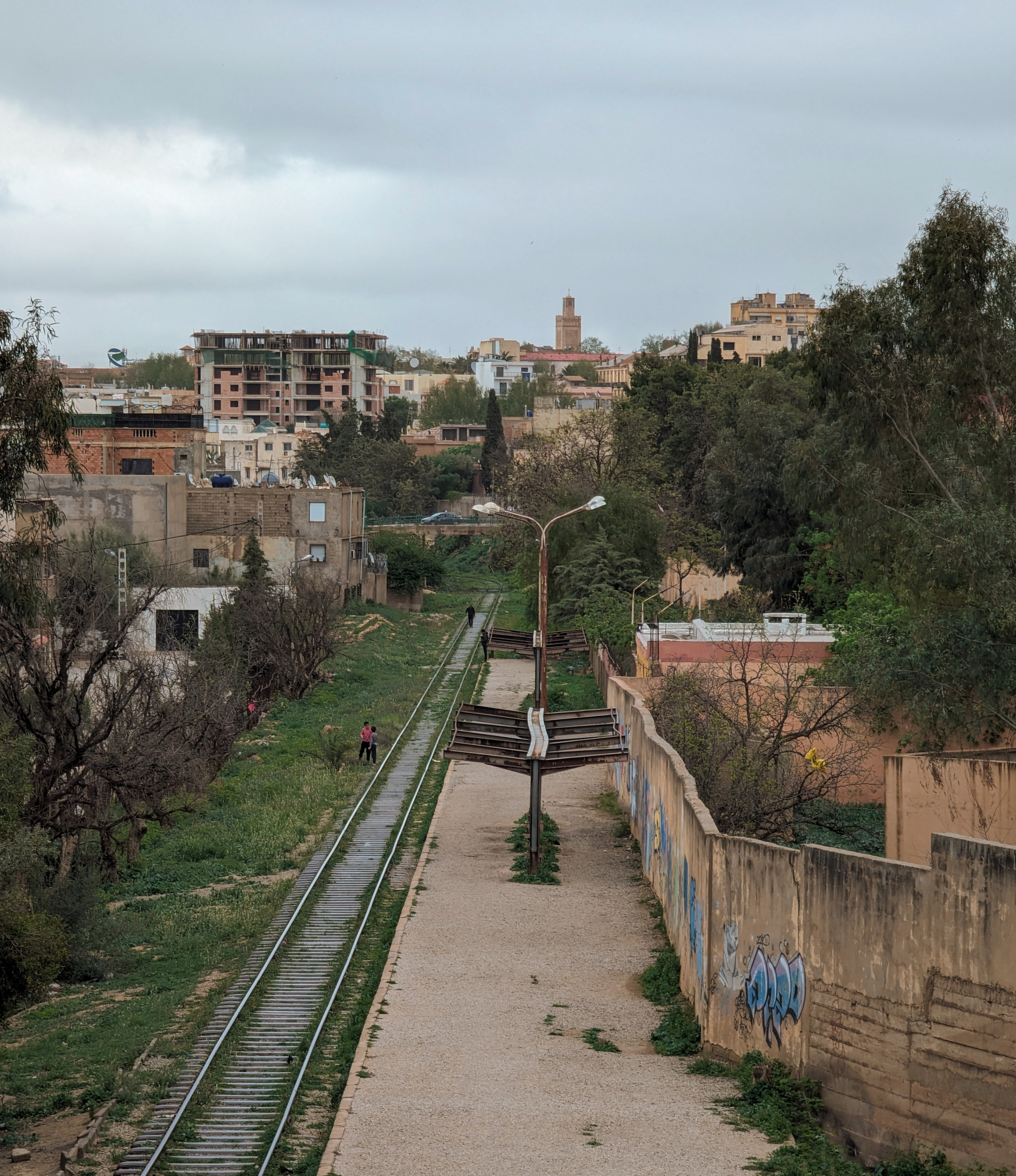
Halte à Tlemcen, en Algérie.

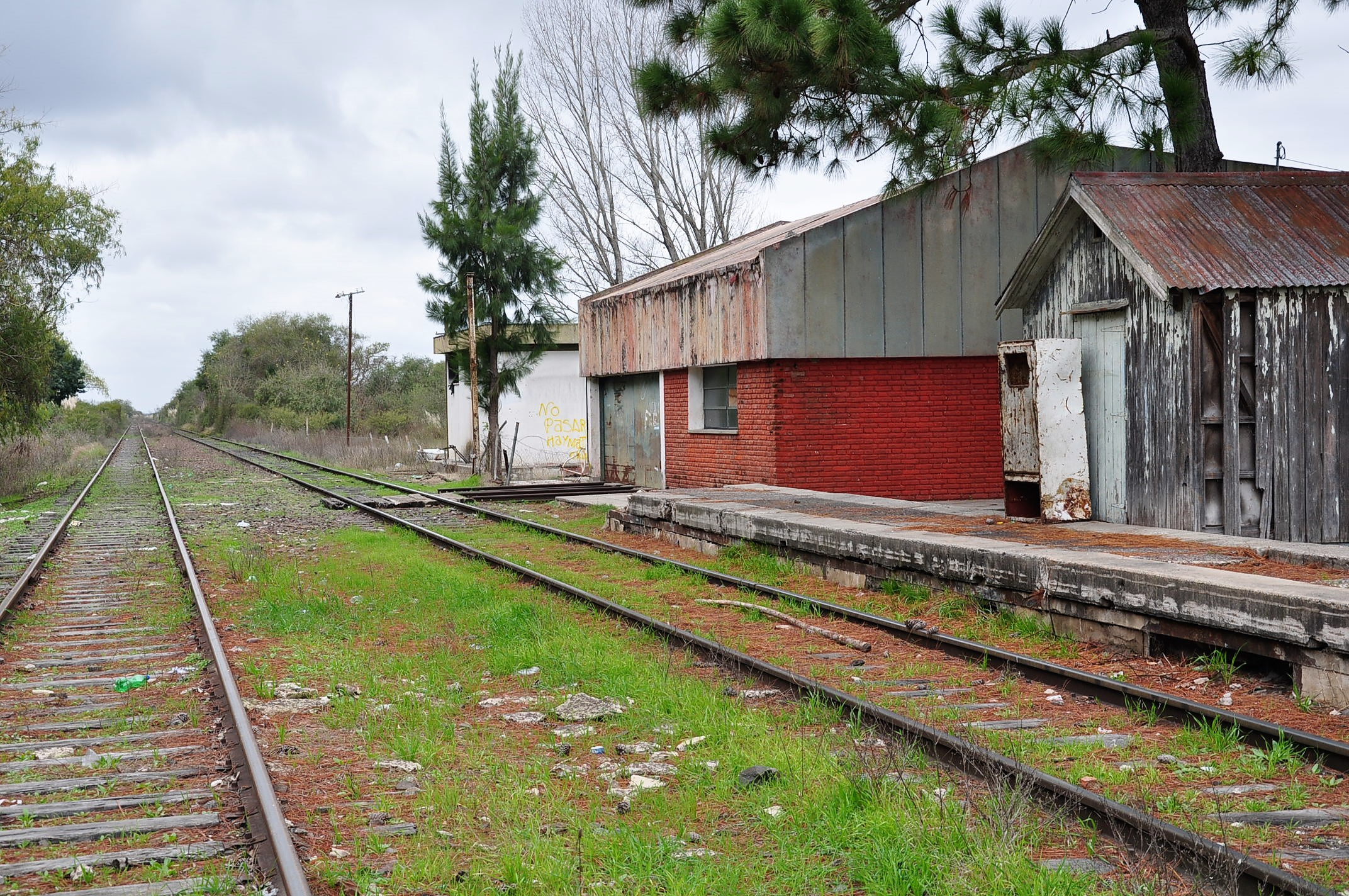
Halte à Brazo Largo, en Argentine.

Les haltes ferroviaires sont des points d'arrêt dépourvus de bâtiment voyageurs ou de présence permanente de personnel ; les infrastructures ferroviaires y sont généralement très réduites, parfois un simple quai.
L'arrêt peut être matérialisé par une simple pancarte ou un petit abri, voire une aubette pour quelques voyageurs. Dans certains cas on y trouve un distributeur automatique de titres de transport et un composteur. Sur certaines lignes, il peut y avoir un chef de halte, mais ce cas reste très rare.
Le plan de voie se limite souvent à la seule voie principale, parfois complétée par un évitement ou une voie de garage en particulier pour les trains de service.
On peut distinguer deux grands types de haltes :
- les haltes rurales correspondant en général à des points d'arrêt à fréquentation très réduite dans des zones à faible densité de population. Une faible fréquentation ou des choix économiques font que d'anciennes gares deviennent de facto des haltes, l'entreprise ferroviaire estimant que la présence de services et de personnel n'est plus justifiée. Elles comportent toujours un bâtiment voyageurs mais celui-ci est fermé ou parfois revendu, les voyageurs n'y ont donc plus accès ;
- les haltes périurbaines : dans ce cas, le choix de ne pas accompagner le point d'arrêt de personnel résulte d'une approche économique, la fréquentation attendue du point d'arrêt étant essentiellement une clientèle de déplacements pendulaires, qui demande peu d'information et dispose d'abonnements. C'est souvent le cas dans les grandes agglomérations, ou les haltes s'apparentent à des stations de tram ou de bus.

La plus grande halte TGV de France est située à Nurieux sur la ligne du Haut-Bugey, reliant Paris à Genève via Bourg-en-Bresse.
En France, la SNCF utilise toujours le terme « gare » sur le plan commercial sans faire de distinction entre une halte et une gare, ceci pour des raisons de simplicité vis-à-vis de la clientèle.

## Gare aux marchandises

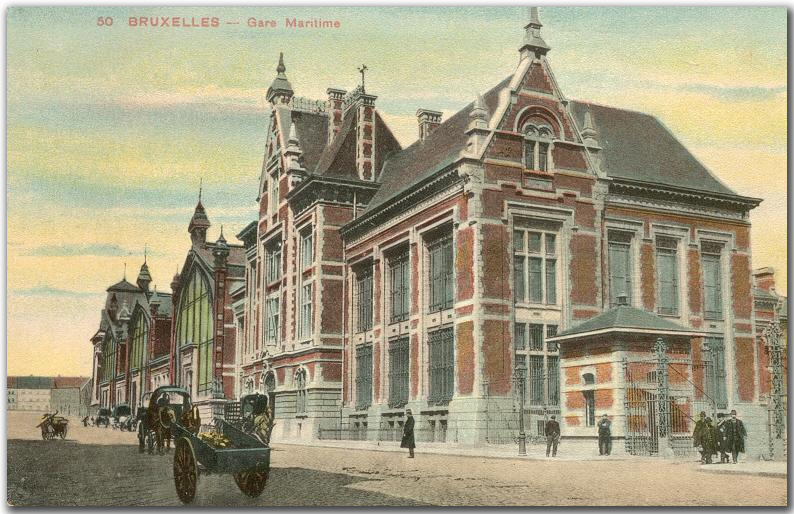
La gare maritime de Bruxelles Tour-et Taxis.

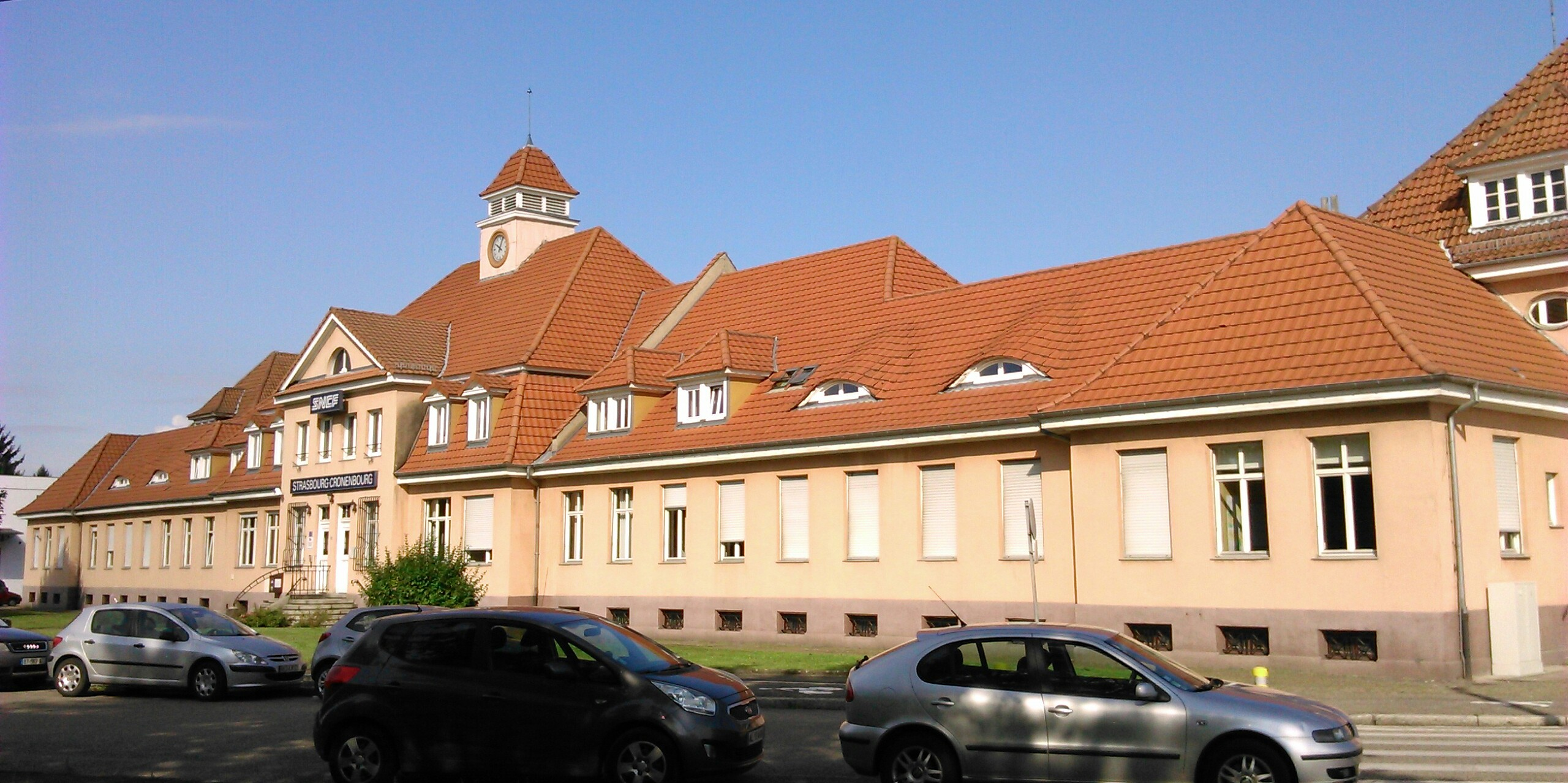
Le bâtiment de bureaux de la gare aux marchandises de Strasbourg-Cronenbourg.

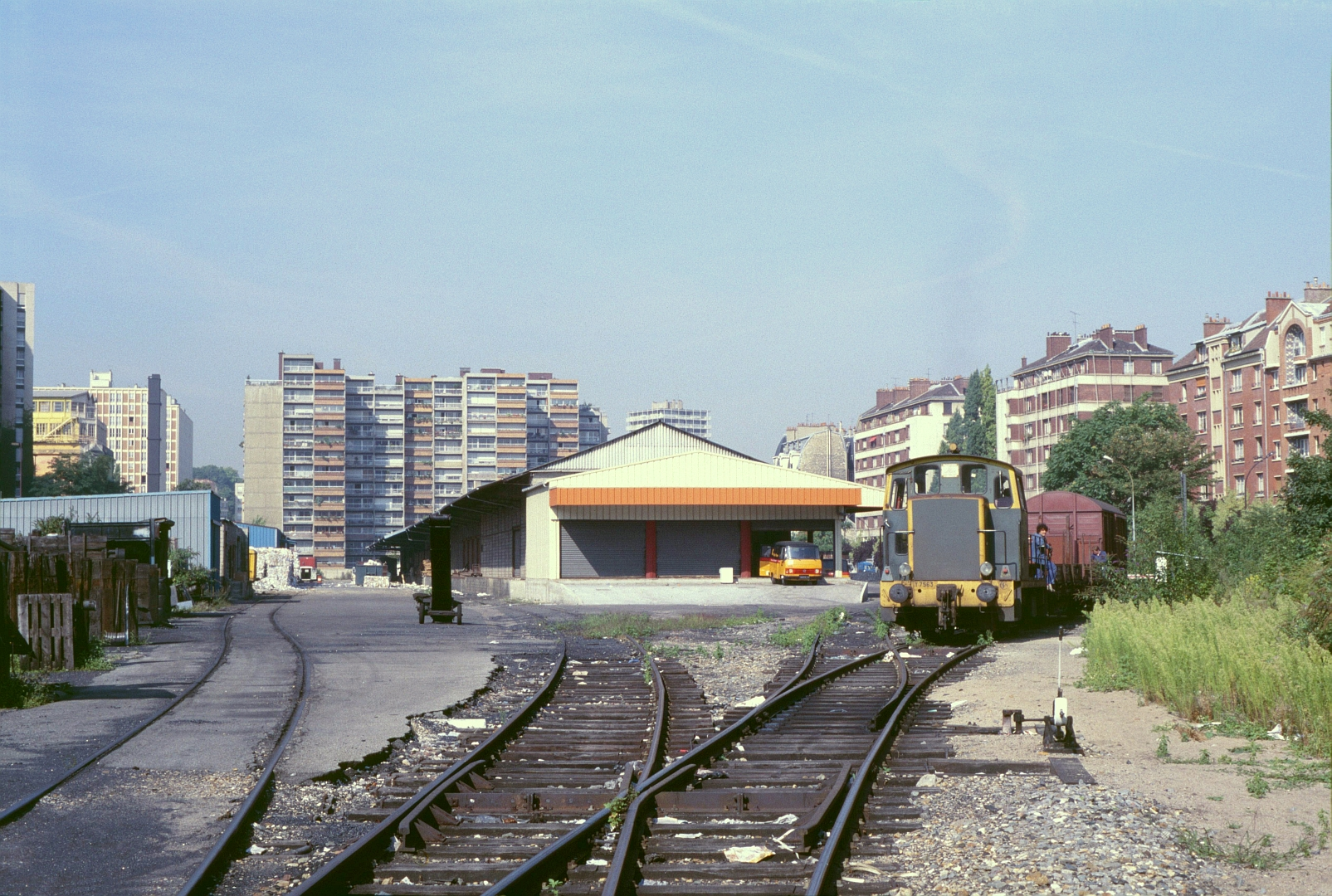
Ancienne gare marchandises de la Glacière-Gentilly, sur la Petite Ceinture de Paris le 9 août 1985.

Une gare aux marchandises (à ne pas confondre avec un marché-gare), parfois appelée gare de fret, est une gare ferroviaire destinée uniquement au trafic des marchandises. Elle ne comporte aucun équipement pour les voyageurs qui n'y ont d'ailleurs pas accès.
Il faut faire la distinction entre une gare aux marchandises et une gare ouverte au service des marchandises. Une gare aux marchandises a été construite uniquement pour le trafic des marchandises et non pour recevoir des voyageurs. Une gare ouverte au service des marchandises peut également être ouverte (ou avoir été ouverte) au service des voyageurs.
Généralement, seules les villes importantes sont dotées de gare aux marchandises. Elles ont été construites lorsqu'il est devenu nécessaire d'isoler le trafic voyageurs du trafic marchandises et se trouvent en périphérie des agglomérations, à proximité des grands axes routiers.
Les gares aux marchandises occupent de vastes emprises et disposent d'un large faisceau de voies pour la réception des trains, le tri des wagons et les manœuvres. Plusieurs voies de débord, souvent en impasse, sont disposées en « épi » autour des voies principales. Tout comme les gares voyageurs, elles peuvent être des gares terminus ou des gares de passage.
Dans la plupart des cas, ces gares comportent un bâtiment de bureaux (comportant aussi des vestiaires et réfectoires pour les agents), des halles à marchandises, des hangars et entrepôts ainsi que de vastes cours, dans lesquelles s'opérait le transbordement des chargements entre les wagons et les véhicules routiers assurant la livraison terminale vers les installations des clients (expéditeurs ou destinataires). Ces cours pouvaient alors comporter des grues ou des portiques de manutention ainsi que des quais de chargement.
Aux origines du chemin de fer et jusque dans la seconde moitié du XXe siècle, le trafic des marchandises était essentiellement assuré selon le principe du wagon isolé et passait par le relais des gares de triage. Au XXIe siècle, la plus grande partie du trafic fret ne se traite plus dans les cours de débord, souvent tombées en désuétude, parfois, notamment dans les banlieues des grandes villes, transformées en aires de stationnement. Les marchandises sont pour la plupart transportées selon le principe du train entier ou du transport combiné, de moins en moins souvent en wagon isolé (peu rentable) et se traitent pour l'essentiel :
- soit dans des embranchements particuliers qui relient directement les installations industrielles (usines, mines, carrières, entrepôts...) au réseau ferré principal (trains entiers ou wagon isolé) ;
- soit dans des chantiers multimodaux, dans lesquels sont manutentionnés les conteneurs et caisses mobiles utilisés dans le transport combiné rail/route ;
- soit dans les installations portuaires (voies ferrées desservant directement les quais maritimes ou fluviaux).

En France, SNCF Réseau regroupe les cours de marchandises, les gares de triage et les chantiers de transport combiné sous l'appellation de « terminaux de marchandises ».

### Terminal combiné

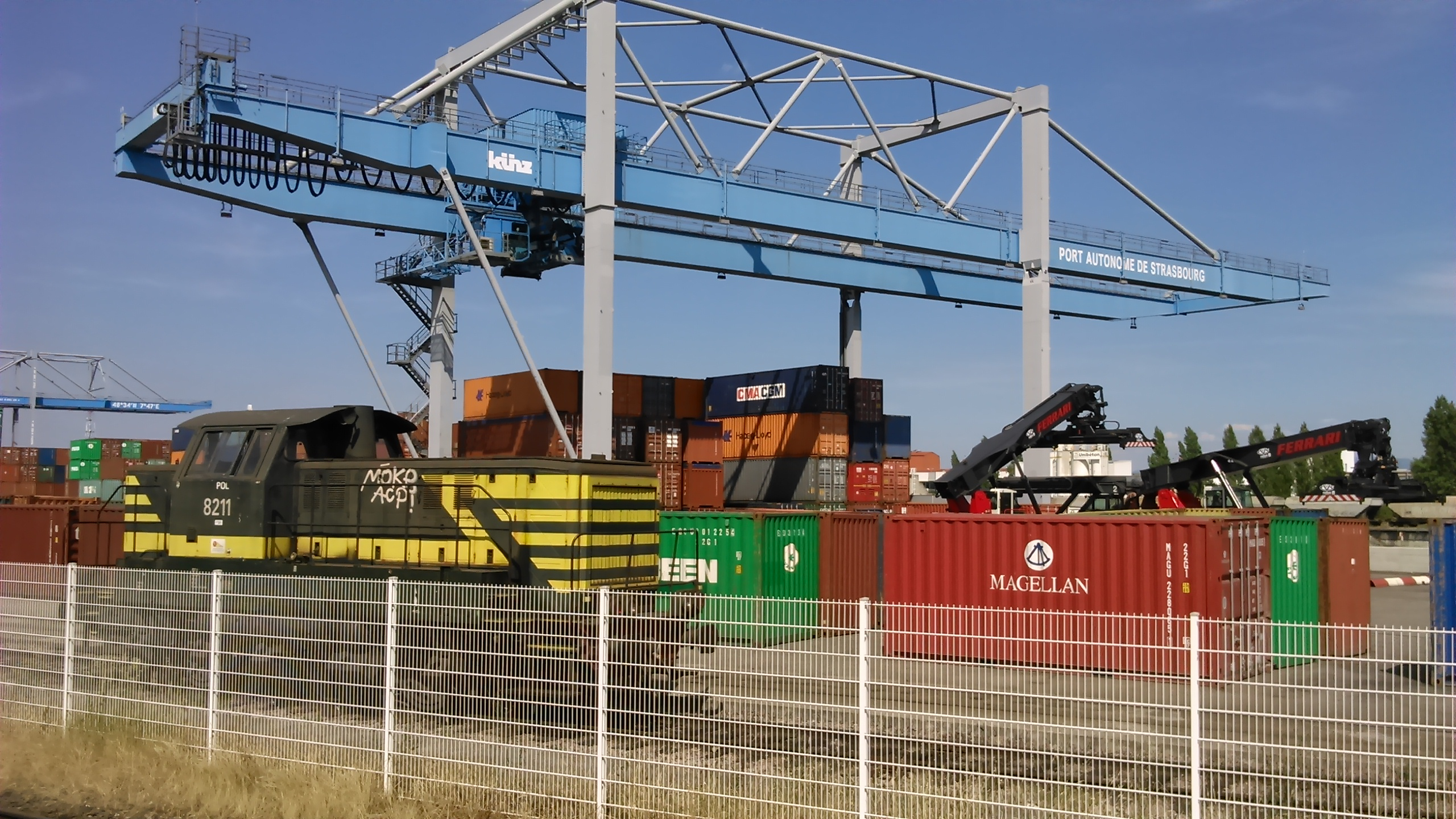
Terminal combiné de Strasbourg-Port-du-Rhin.

Un terminal combiné, également appelé chantier multimodal ou multi-technique, est un site permettant aux marchandises de passer d'un mode de transport à un autre. On parle alors de transport combiné. Dans le cas le plus fréquent il s'agit de terminaux rail/route mais on trouve aussi des terminaux rail/route/maritime (ou voie d'eau). Les marchandises sont transportées dans des UTI (unités de transport intermodal : conteneurs, caisses mobiles etc) qui grâce à des portiques de manutention, généralement mobiles, peuvent être transbordés d'un train vers un camion ou un bateau. Les terminaux combinés comprennent généralement des zones de stockages pour les conteneurs.
Certains terminaux peuvent être dépourvus de portiques, dans ce cas les conteneurs sont manipulés par des engins de manutentions ou des grues automobiles.

### Embranchements particuliers
Ces embranchements sont de plus en plus très intégrés dans la logistique des entreprises clientes du chemin de fer, et à ce titre appelées, en France, « installations terminales embranchées » ; elles peuvent englober diverses installations de manutention destinées à faciliter le transfert des marchandises : grues à portiques, bandes transporteuses, silos, etc. Les voies ferrées elles-mêmes peuvent dans certains cas représenter des longueurs considérables.

### Embranchements portuaires
Les embranchements portuaires sont l'ensemble des voies marchandises qui arrivent jusqu'aux quais dans les ports de commerce. Les marchandises transportées dans les wagons peuvent ainsi être transbordées dans les navires et réciproquement. Ces transbordements font souvent appel à des grues. Dans les grands ports, les embranchements peuvent représenter des longueurs de voies très importantes comme dans les ports de Dunkerque, d'Anvers ou de Hambourg.
Un autre type d'embranchement portuaire est celui des ports de pêche. Les wagons réfrigérés sont alors chargés le plus souvent à la main ou à l'aide de chariots élévateurs des produits frais pour être transportés rapidement sur les marchés.
En France, les réseaux ferrés portuaires ont vu leur gestion confiée depuis 2008 aux ports autonomes, qui deviennent de fait gestionnaires d'infrastructure.

## Gare de triage

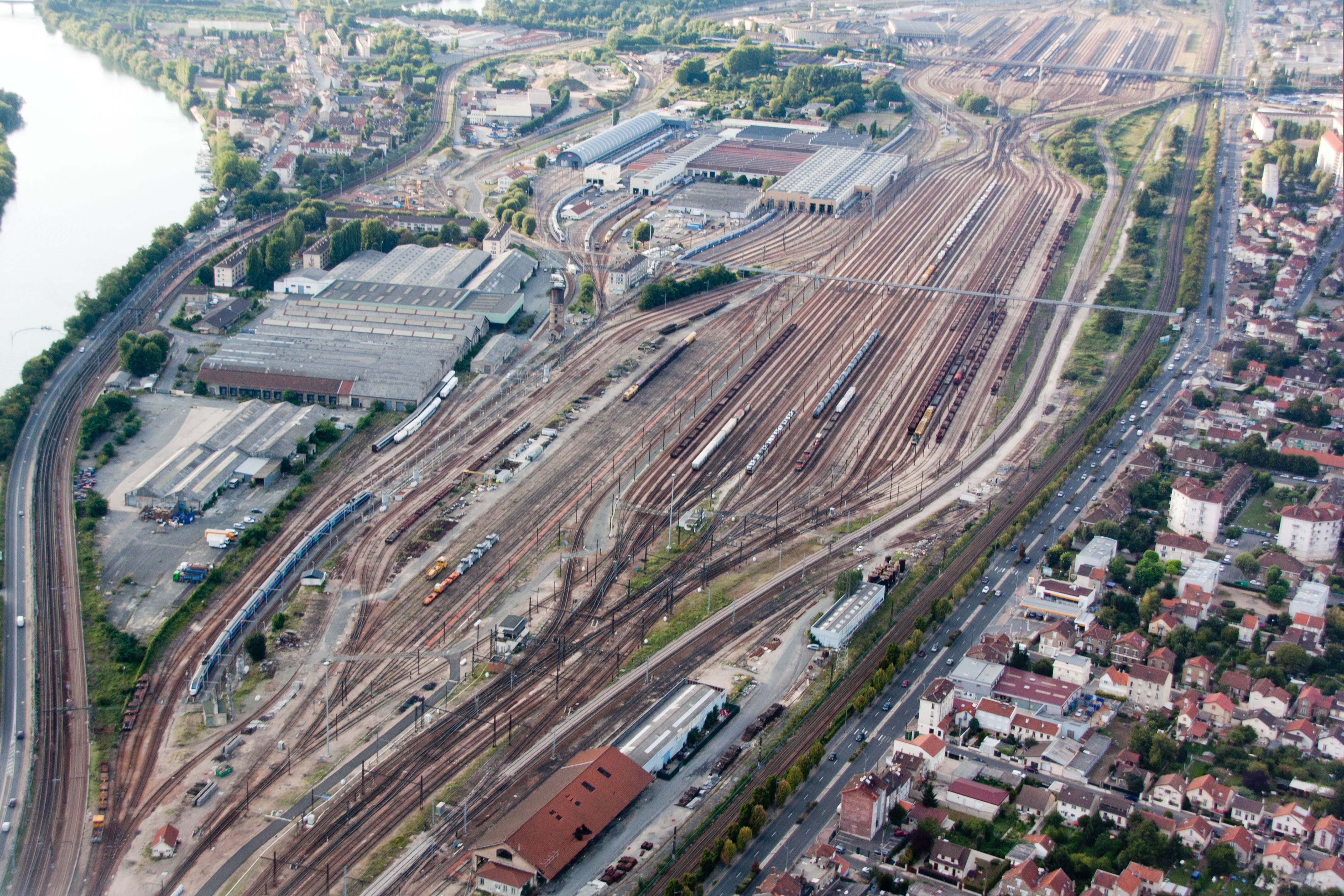
Gare de triage de Villeneuve-Saint-Georges.

Un cas particulier est celui des gares de triage, dont la fonction est d'assurer la recomposition des trains dits du lotissement, c'est-à-dire des trains qui acheminent les wagons isolés.

## Reconversions
Avec les fermetures de lignes ou de gare, un grand nombre de particuliers ont la possibilité de racheter et de restaurer un ancien bâtiment voyageurs pour en faire une habitation privée.
Cette opportunité permet ainsi à des bâtiments délabrés de retrouver leur cachet d'antan grâce à ces particuliers qui d'une certaine manière contribuent à la conservation du patrimoine, qui, dans d'autres circonstances, aurait pu être détruit. Elles peuvent aussi être rachetées par des associations de passionnés et utiliser à des fins touristiques comme la gare de Volgelsheim ou la gare de Sentheim.
Il existe d'autres exemples de reconversions comme celui de la gare de Maubec (ancienne gare SNCF du Vaucluse), transformée par une association en lieu culturel depuis 1997, après la fermeture de la ligne Avignon-Apt. Citons également le cas de la gare d'Orsay devenu un musée ou l'Ancienne gare de Metz accueillant aujourd'hui les services de l' INSEE voire l'ancienne gare de Strasbourg utilisée comme halle de marché jusqu'à sa démolition dans les années 1970 pour permettre la construction d'un centre commercial. La gare de Lille-Saint-Sauveur a elle été transformée en espace de loisirs. À Nice, la gare du Sud est devenue une médiathèque. Dans les grandes agglomérations ou les terrains à bâtir sont rares, les anciennes gares sont souvent détruites comme ce fut le cas à Metz, où l'ancienne gare aux marchandises a été démolie pour permettre la construction du centre Pompidou, et à Nancy où la gare Saint-Georges a été détruite en vue d'une opération immobilière.

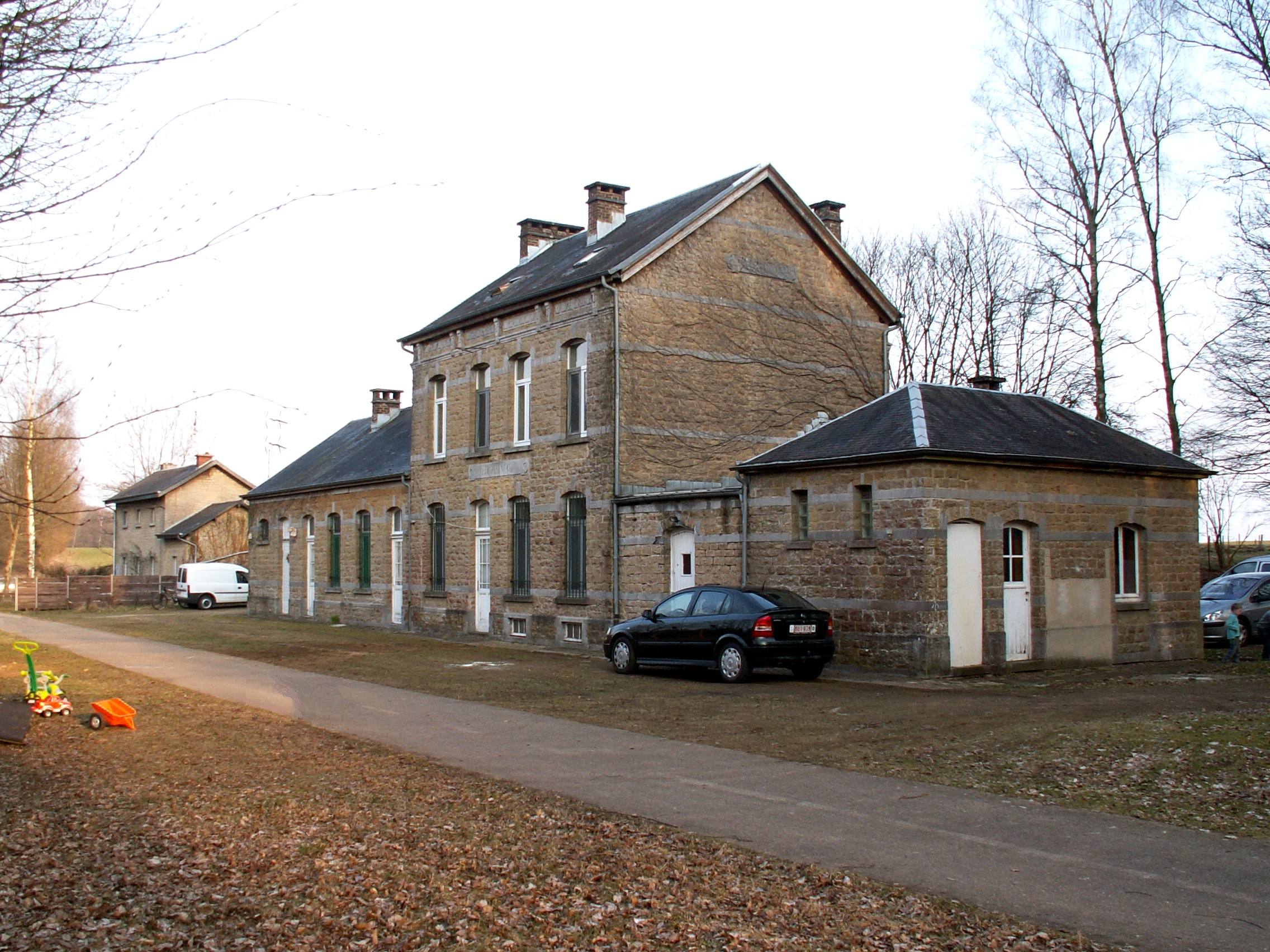
Ancienne gare de Buzenol transformée en habitation.
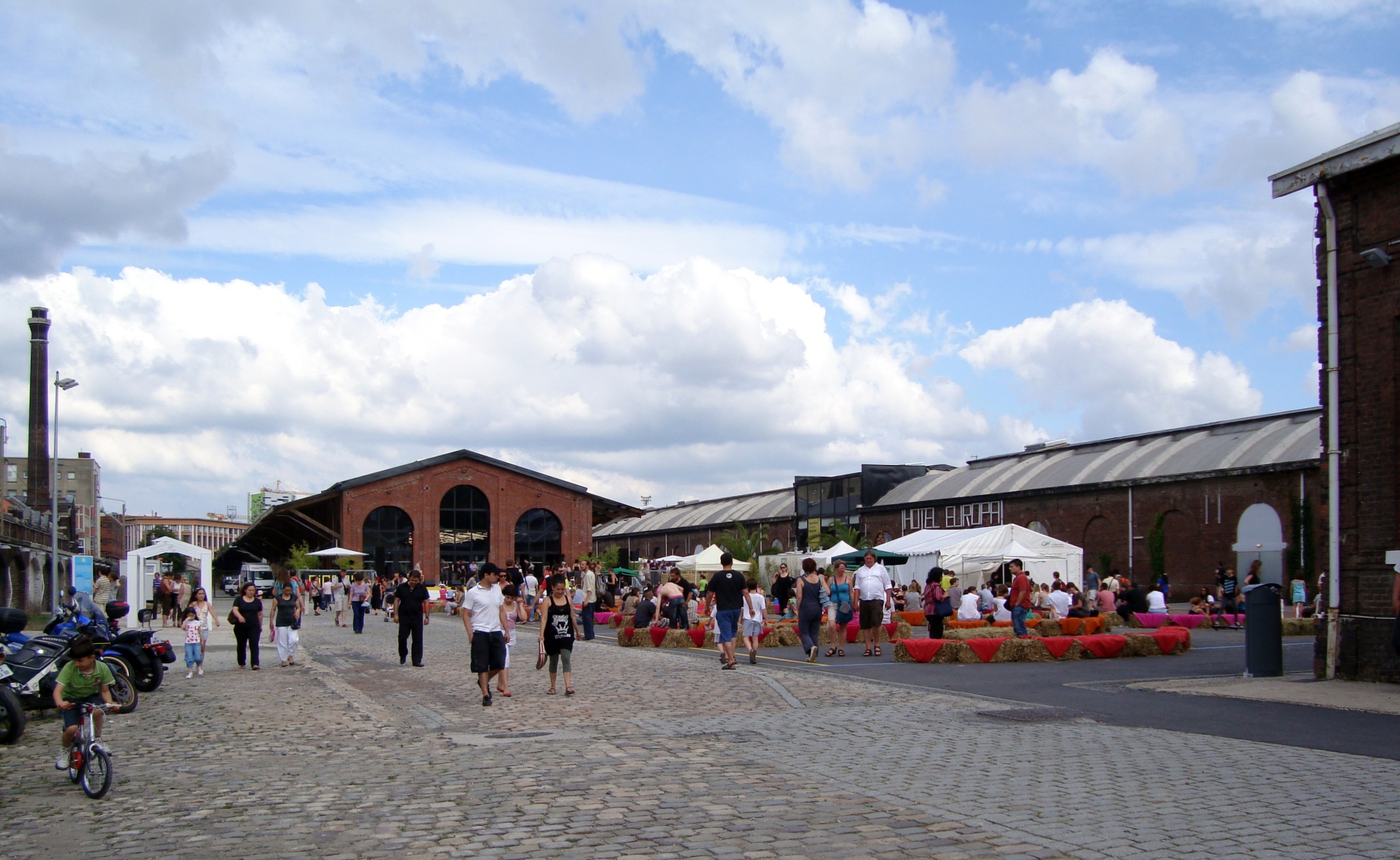
Ancienne gare de Lille-Saint-Sauveur.
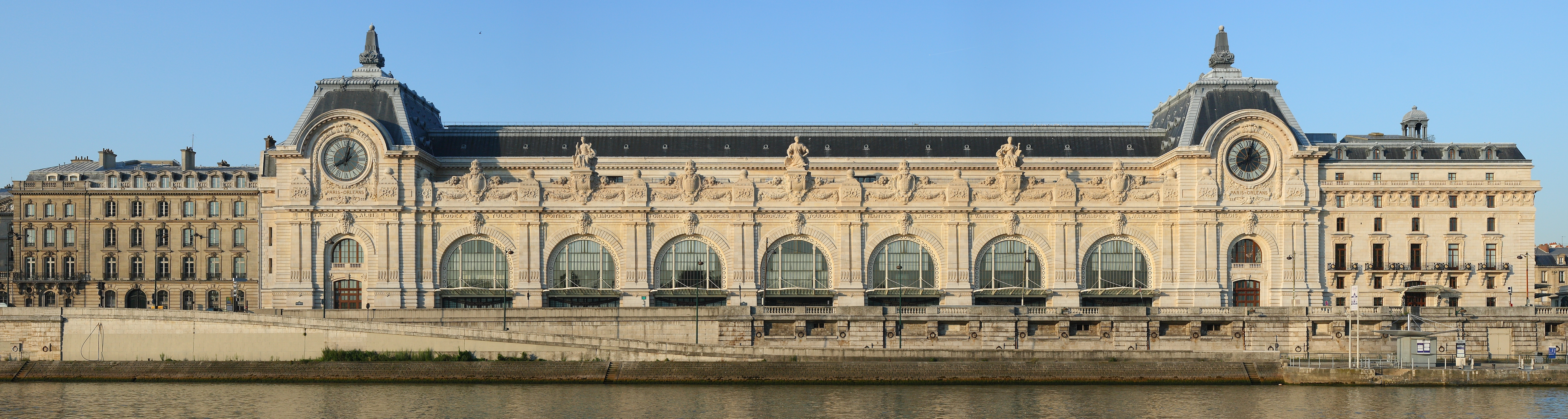
Ancienne gare d'Orsay.
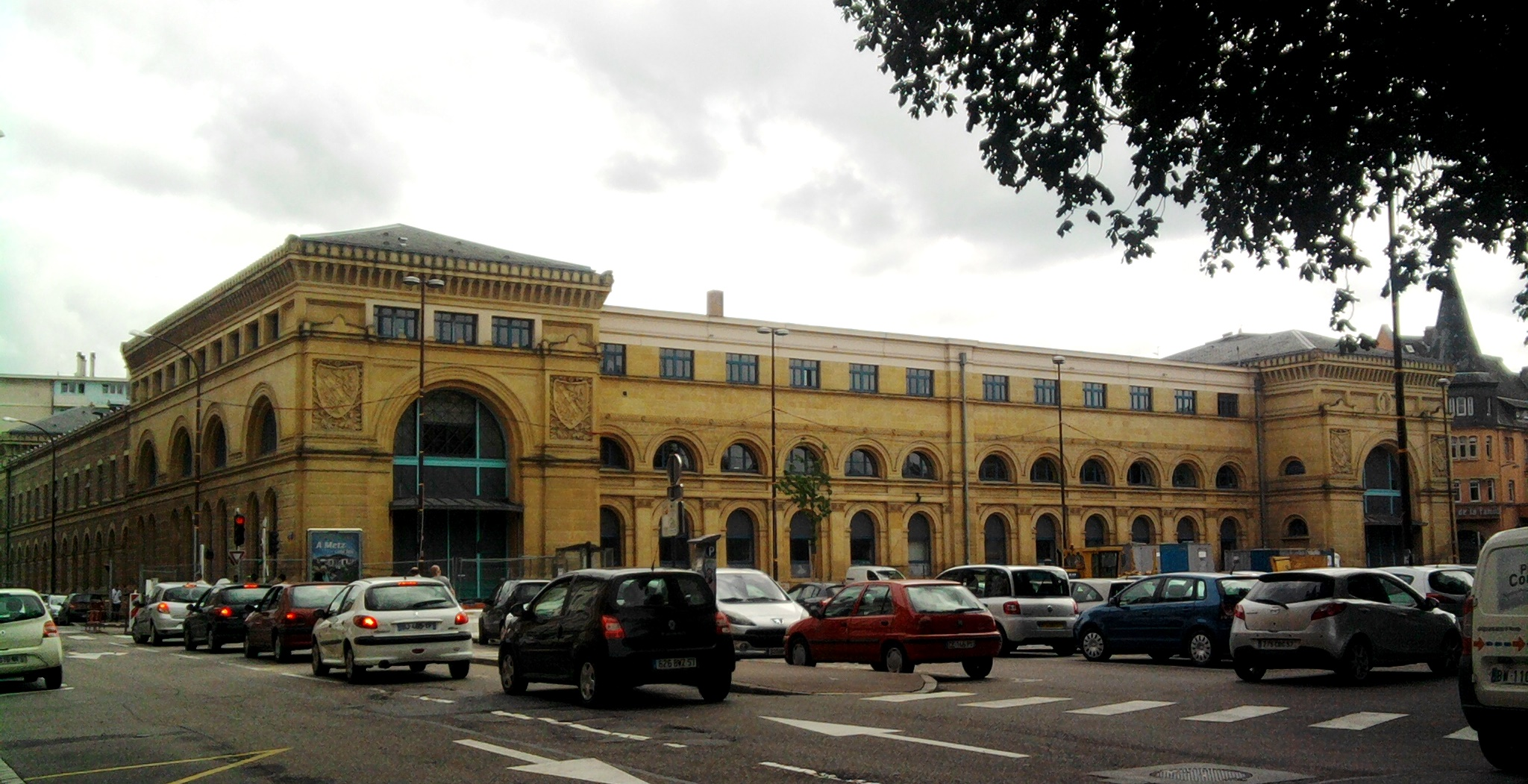
Ancienne gare de Metz
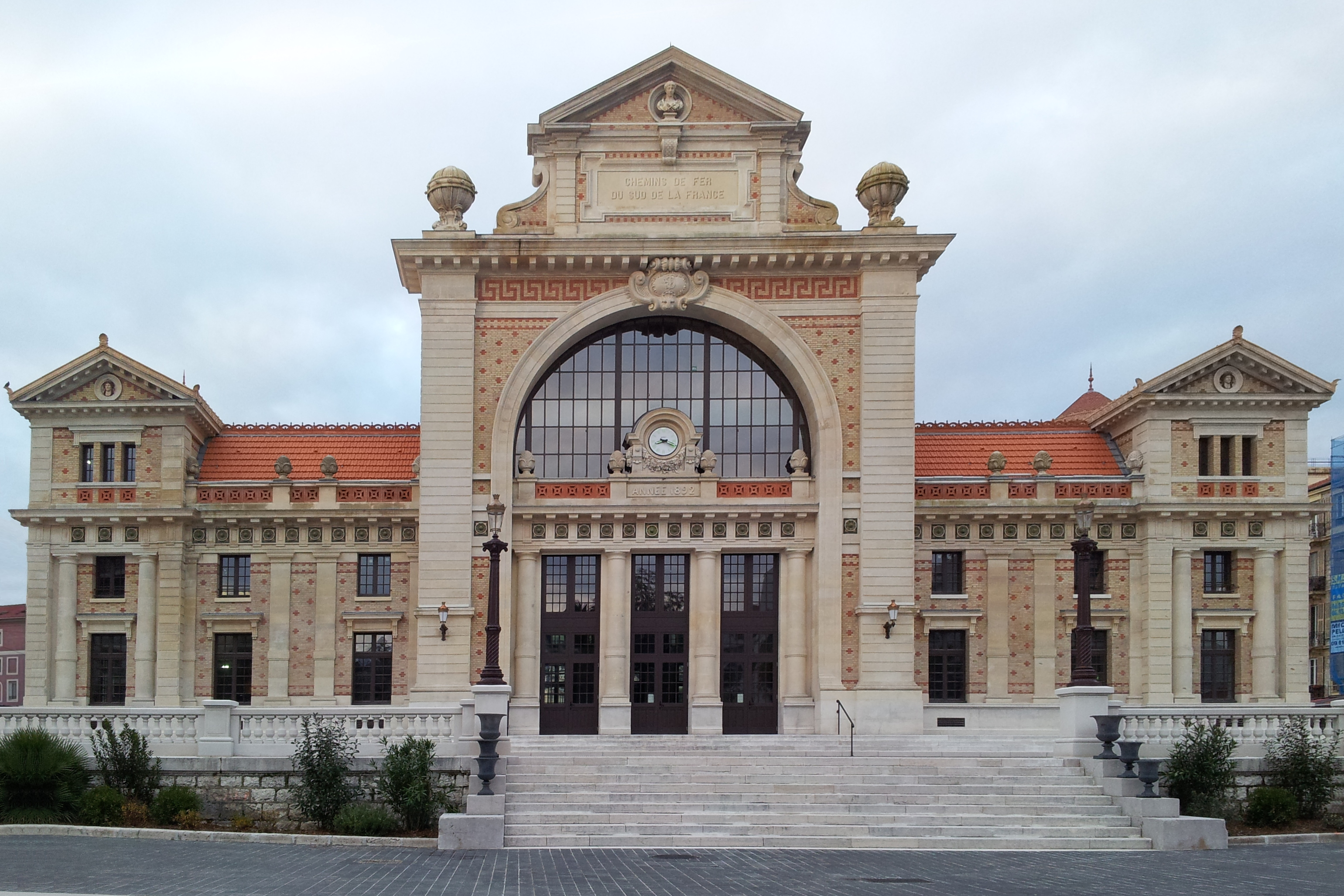
Ancienne gare du Sud à Nice.